# Trofaiach

Panorama der Stadt Trofaiach

Trofaiach ist eine österreichische Stadt in der Obersteiermark im Gerichtsbezirk bzw. Bezirk Leoben. Mit 1. Jänner 2013 wurde sie mit den Nachbargemeinden Hafning bei Trofaiach und Gai zusammengelegt. Die Gemeinde hatte am 1. Jänner 2025 11.030 Einwohner.

## Geografie

### Geografische Lage
Trofaiach befindet sich etwa zehn Kilometer nördlich der Bezirkshauptstadt Leoben. Es liegt zirka 13 Kilometer südlich des Alpenhauptkamms an der österreichischen Eisenstraße. Es befindet sich im Vordernbergertal, und zwar dort, wo sich dieses zum Trofaiacher Becken weitet, das am Südrand der Eisenerzer Alpen liegt.
Ein beträchtlicher Bereich des Gemeindegebietes besteht aus Wald und Bergland über der Waldgrenze. Die Gemeindegrenzen reichen bis zu den Gipfeln, Graten und Übergängen der umliegenden Berge, wie z. B. Hochturm (Trenchtling), (2081 m ü. A.), Lamingegg, Lamingsattel, Leobner Mauer, Klammkogel, Barbarakreuz, Fahnenköpfl, Grüblzinken, Rottörl, Eisenerzer Reichenstein (2165 m ü. A.), Reichhals, Große Scharte, Hohe Lins (2028 m ü. A.), Stadelstein, Wildfeld, Reiting (Gößeck 2214 m ü. A.).
Das alte Ortszentrum von Trofaiach liegt am Vordernbergerbach. In Ortsgebiet münden vier Bäche in den Vordernbergerbach. Die vier Seitentäler Krumpen, Rötz(graben), Trofaiacher Gößgraben und Laintal gehören zum Gemeindegebiet.

### Seehöhe und Ausdehnung
Die Seehöhe von Trofaiach wird mit Höhenklasse 6 (500–600 m ü. A.) angegeben, die der Stadt mit 660 m ü. A. Dies entspricht der Lage der Pfarrkirche. Der geografisch niedrigsten Punkt der Stadt liegt in der Gmeingrube mit 645 m ü. A. der höchste Punkt auf dem Gößeck mit 2214 m ü. A.
Trofaiach hat eine Fläche von 143,62 km² und nimmt einen großen Teil des Trofaiacher Beckens ein.

### Gemeindegliederung

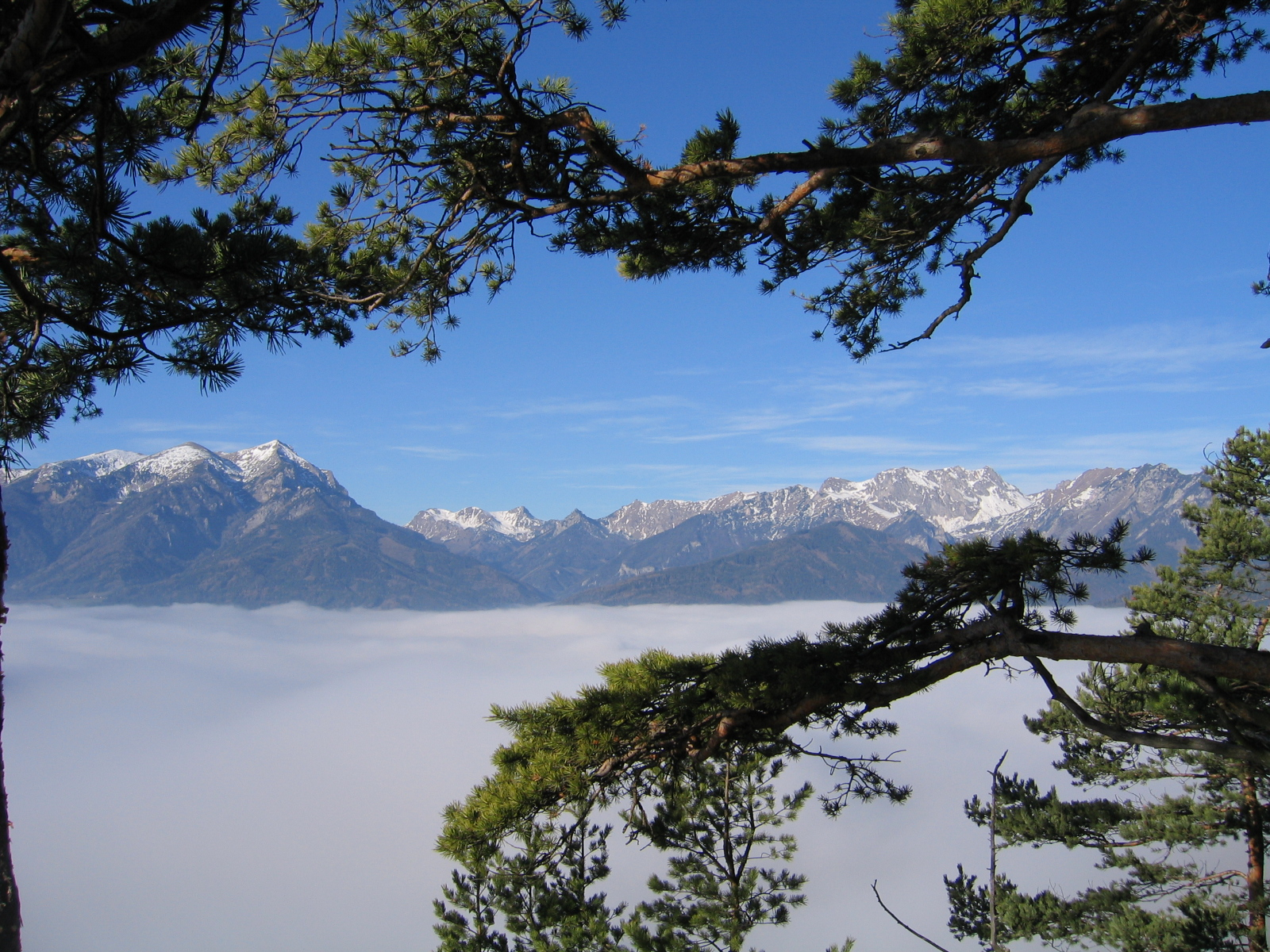
Trofaiach ist von den Eisenerzer Alpen umsäumt

Das Stadtgebiet gliedert sich in zehn Katastralgemeinden (Fläche Stand 31. Dezember 2023):
- Gai (347,91 ha)
- Gimplach (389,98 ha)
- Gößgraben-Freienstein (4.663,14 ha)
- Hafning (804,78 ha)
- Krumpen (1.611,49 ha)
- Laintal (1.824,47 ha)
- Rötz (2.546,15 ha)
- Schardorf (824,12 ha)
- Treffning (847,8 ha)
- Trofaiach (502,32 ha)

Der historische Beiname Freienstein beim Gößgraben dient dazu, ihn von anderen gleichnamigen Katastralgemeinden zu unterscheiden. Dieser Zusatz wird nur im Grundbuch verwendet. Im allgemeinen Sprachgebrauch heißt er einfach Trofaiacher Gößgraben.
Das Gemeindegebiet umfasst folgende 19 Ortschaften (Einwohner Stand 1. Jänner 2025):
- Edling (379 Ew.)
- Gai (64 Ew.)
- Gausendorf (211 Ew.)
- Gimplach (250 Ew.)
- Gößgraben (55 Ew.) samt Löscherhube
- Hafning (490 Ew.) samt In der Loiben und Trattnig
- Krumpen (62 Ew.) samt Gladenhof
- Kurzheim (116 Ew.)
- Laintal (601 Ew.) samt Kaintal, Laintal I, Laintal II, Laintal III, Trasttal und Wolkersdorf
- Oberdorf (24 Ew.)
- Putzenberg (64 Ew.)
- Rötz (325 Ew.) samt Rötzgraben
- Schardorf (284 Ew.)
- Töllach (17 Ew.)
- Treffning (103 Ew.)
- Trofaiach (Hauptort) (7608 Ew.)
- Untergimplach (147 Ew.)
- Unterkurzheim (59 Ew.)
- Windischbühel (171 Ew.)

#### Hauptort der Gemeinde
Gemeindehauptort ist die Stadt Trofaiach, die auch eine Ortschaft und Katastralgemeinde darstellt, was dem Umfang vor der Gemeindezusammenlegung 2013 entspricht.
Der Ort liegt heute inmitten des Gemeindegebiets auf rund 660 m ü. A. Er erstreckt sich auf etwa 3½ Kilometer entlang des Vordernbergerbachs, von der St. Peter-Freiensteiner Gemeindegrenze im Süden bis unmittelbar an den Ort Hafning. Entlang des Tales beträgt die West-Ost-Ausdehnung bis etwa drei Kilometer.
Insgesamt umfasst die Ortschaft über 1600 Gebäude und knapp 8500 Einwohner.
Stadtgliederung
- Der alte Ortskern wird noch heute als Trofaiach-Markt (so der amtliche Zählsprengel 000) bezeichnet, was der Ausdehnung von Trofaiach um etwa 1930 entspricht. Er liegt an der Einmündung des Rötzbachs und des Gößbachs in den Vordernbergerbach. Dort leben etwa 1.200 Menschen in 400 Gebäuden.

Die eigentliche Stadtentwicklung setzte im Laufe des 20. Jahrhunderts, intensiv nach dem Zweiten Weltkrieg ein. Durch die junge Struktur haben die Stadtteile keine alten Namen:
- Gegen Hafning hin liegt Trofaiach-Nord. Es handelt sich um die 1939 von Hafning an Trofaiach gekommenen Gründe des inzwischen nicht mehr bestehenden Glögglhofs, das ist die Gladensiedlung.
- Nach Nordwesten hin erstrecken sich die Gebiete um die Gößgrabenstraße (Zählsprengel Trofaiach-Nordwest), sowie die beiden kleinen Siedlungen Untergimplach und Unterkurzheim, die bis Ende 2012 zu Gai gehörten und schon weitgehend mit dem Stadtzentrum verwachsen sind.
- Gegen Westen liegen die Gebiete um Koloniegasse–Kehrgasse, das Gewerbegebiet um die Anschlussstelle der B115 mit dem Fachmarktzentrum und das Trofaiach-West genannte bis Gimplach reichende große Siedlungsgebiet zwischen der Langefelderstraße und dem Kehrwald.
- Im Südwesten liegt der Siedlungsraum um den Abzweig B 115–B 115a bis an den Kulm (887 m), gegen Edling hin (Trofaiach-Süd)
- Gegen Südost liegen die Häuser auf der höher liegenden Terrasse rund um den Haiderhof, die schon den Übergangsraum in das Laintal darstellen.
- Gegen Nordost gehört noch die äußere Rötz zur Stadt (Friedhof und Sportplatz).

Nachbarortschaften, -katastralgemeinden und -orte
| Kurzheim                                                        | Hafning bei Trofaiach (O u. KG)             | Rötz (O u. KG)Sonndorf                                                                  |
| Gimplach (O u. KG)Unterkurzheim Untergimplach (beide O Hafning) | Kompassrose, die auf Nachbargemeinden zeigt | Treffning (O u. KG) Laintal (O u. KG) Wolkersdorf (O Laintal)                           |
| Gausendorf (O)Gai (KG)Edling (O)                                | Hessenberg (O u. KG, Gem. St. Peter-Frst.)  | Gmeingrube (Gem. Trofaiach und St. Peter-Frst) Sankt Peter-Freienstein (O, KG, u. Gem.) |

### Nachbargemeinden

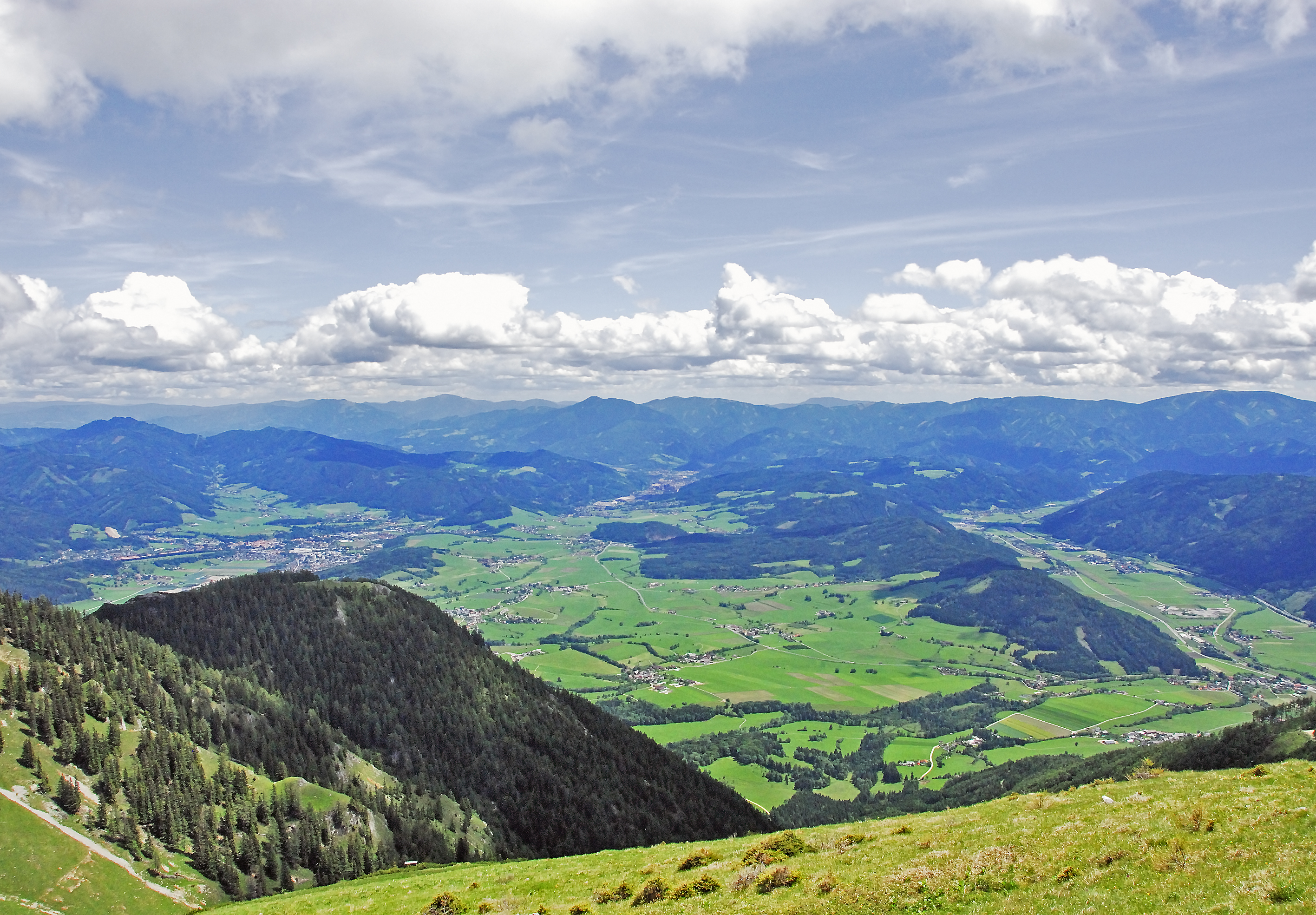
Blick vom Reiting nach Süden über das Trofaiacher Becken: links (über dem zwischen dem Fallgraben und dem Kaisertal liegenden Fürstriedel) Trofaiach und dahinter das Laintal (mittig Donawitz, rechts Liesingtal)

Trofaiach grenzt an zehn andere Gemeinden, davon gehören acht zum politischen Bezirk Leoben und zwei zum Bezirk Bruck-Mürzzuschlag.
| Eisenerz                      | Vordernberg                                 | Tragöß-Sankt Katharein (Bez. Bruck-Mürzzuschlag) |
| Kalwang Mautern in Steiermark | Kompassrose, die auf Nachbargemeinden zeigt | Tragöß-Sankt Katharein (Bez. Bruck-Mürzzuschlag) |
| Kammern im Liesingtal         | Sankt Peter-Freienstein                     | ProlebLeoben                                     |

### Gemeindezusammenlegung 2013
Anfang des Jahres 2012, anlässlich der Gemeindestrukturreform der Steiermark 2010–2015, begannen Gespräche zwischen den Nachbargemeinden Gai, Hafning, Trofaiach und Vordernberg, die einen Zusammenschluss dieser vier Gemeinden zum Ziel hatten. Am 30. September 2012 wurde über das Ergebnis dieser Verhandlungen eine Volksabstimmung abgehalten. Die Bewohner von Vordernberg (82 % von 62 % der Wahlberechtigten) stimmten gegen eine Gemeindefusion. In den drei übrigen Gemeinden gab es eine Mehrheit für den Zusammenschluss. Mit 78,8 % bzw. 79,8 % waren die Voten in Trofaiach und Gai deutlich, allerdings lag die Beteiligung in Trofaiach nur bei 41 %, in Gai bei 59 %. In Hafning war das Ergebnis mit 52,7 % Ja-Stimmen bei 56,9 % Beteiligung knapp für den Zusammenschluss. Zu den 2012 angekündigten Fusionsgesprächen mit der Nachbargemeinde Sankt Peter-Freienstein ist es dann doch nicht gekommen. Sankt Peter-Freienstein ist, nachdem auch über eine Zusammenlegung mit der Stadt Leoben nachgedacht worden war, selbständig geblieben.
Am 24. Oktober 2012 hat die Steiermärkische Landesregierung dem Antrag der Gemeinden Gai, Hafning und Trofaiach einstimmig zugestimmt, diese drei Kommunen mit 1. Jänner 2013 unter dem Namen Trofaiach zu vereinigen. Gleichzeitig wurde Trofaiachs Bürgermeister Mario Abl zum Regierungskommissär bestellt und als Beiräte die beiden Bürgermeister Bernhard Zechner (Gai) und Alfred Lackner (Hafning). Im Nachhinein wurden auch Vizebürgermeisterin Gabriele Leitenbauer (KPÖ) und Erich Temmel (ÖVP) zu Beiräten ernannt. Die Arbeit der Beiräte begann nach der Selbstauflösung der Gemeinderäte und dauerte bis zur Neuwahl des Gemeinderats, die am 14. April 2013 stattgefunden hat (Wahlergebnis siehe übernächsten Absatz). Als Regierungskommissär hatte Abl hauptsächlich Verwaltungsaufgaben zu bewerkstelligen. Die konstituierende Sitzung des neuen Gemeinderates fand am 7. Mai 2013 statt.
Die Fläche der Stadtgemeinde Trofaiach nach der erfolgten Fusion deckt sich ungefähr mit jenem Gebiet, welches die Pfarre Trofaiach schon seit über 1000 Jahren umfasst.

## Geschichte
Die freundliche Landschaft und vor allem der Erzreichtum der Grauwackenzone führten zu einer relativ frühen Besiedlung des geschützten Trofaiacher Beckens.
Trofaiach war ein Zentrum der Metallverarbeitung und des Rohstoffhandels. Dies bezeugen die Funde aus der mittleren Bronzezeit, der Urnenfelderzeit, der Römerzeit und dem frühen Mittelalter, die im Stadtgebiet gefunden und im Stadtmuseum im Schloss Stibichhofen besichtigt werden können. Dazu kam noch der für unruhige Zeiten nicht unwesentliche Vorteil, dass das Gebiet etwas abseits der großen Durchzugswege Murtal–Liesingtal liegt.

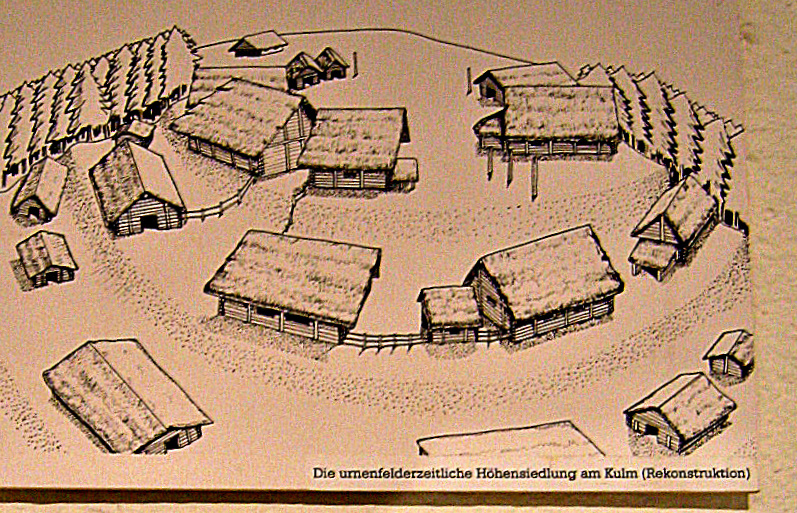
Skizze der prähistorischen Siedlung

### Vorzeit
Im 1. Jahrtausend v. Chr. – und vermutlich früher – war es das begehrte Kupfer, das in den Eisenerzer Alpen abgebaut und geschmolzen wurde. Von circa 900 bis 700 v. Chr. befand sich auf dem Kulm eine urnenfelderzeitliche Siedlung, in der schätzungsweise 200 bis 300 Menschen wohnten.
Im 11. Jahrhundert n. Chr. begann der Eisenerzabbau am Erzberg und an verschiedenen kleineren Lagerstätten, zum Beispiel in der Krumpen und beim Zölzboden, wo Spuren von alten Eisenschmelzen gefunden wurden.

### Mittelalter
Die nachhaltige Besiedlung des Gemeindegebietes begann im Mittelalter. Orts- und Gebietsnamen erinnern an die slawische Besiedlung im Frühmittelalter und die bayerische Besiedlung in darauf folgenden Jahrhunderten. Beispiele für Orts- bzw. Gegendnamen slawischer Herkunft sind:
- Trofaiach und Treffning von trebiti (‚roden‘),
- Krumpen von kronpa (‚das kleine Tal‘),
- Rötz, mittelalterlich Recz von rečica (‚Bächlein‘),
- Trattning, früher Tradning von trata (‚Viehweide, Flur‘),
- Laintal mittelalterlich Lonktal von lonka (‚Wiese, Aue‘),
- Töllach von dolina (‚Tal‘),
- Glabokke von glabok (‚tief, tiefe Gegend‘),
- Glanz von klanec (‚steiler Weg‘).

Der Ortsname Gai hingegen leitet sich vom mittelhochdeutschen Wort göu her, welches ein Gebiet bezeichnete, das im Einflussbereich einer bestimmten richterlichen Gewalt sowie gewisser Gewerbe lag. In vorliegenden Fall bezog sich das „Gai“ auf den Einflussbereich des Marktes Trofaiach und der von den dortigen Handwerkern ausgeübten Bannmeilenrechte. Der Ortsname Hafning kommt vom althochdeutschen Wort havanari, was Töpfer oder Hafner bedeutet und auf die Tätigkeit der ursprünglichen Siedler hinweist. Erhärtet wird diese Deutung des Ortsnamens durch die Ausgrabung einer frühzeitigen Hafnersiedlung nördlich der späteren Bahnstation Hafning. Für den Raum Trofaiach kann also durch die ergiebige Namensübernahme eine bayrisch-slawische Mischbevölkerung bis zum Ende des 12. Jahrhunderts als sicher angenommen werden. Danach verschwand der slawische Bevölkerungsanteil aufgrund der Assimilation durch die deutschsprachige Mehrheitsbevölkerung.
Ein Gräberfeld im Ortszentrum (heutige Roseggergasse), dessen Fundmaterial auf den Zeitraum zwischen 750 und 800 datiert wurde, weist auf eine intensivere frühmittelalterliche Besiedlung hin. Die urkundliche Überlieferung setzt erst später ein. Das Fundmaterial ist teilweise im Stadtmuseum Trofaiach ausgestellt.
Obwohl die entlang des Vordernbergerbaches entstehende Ansiedlung lediglich eine Nord-Süd-Ausdehnung von etwas mehr als einen Kilometer hatte, war sie dennoch im Mittelalter dreigeteilt. Der spätere Kernbereich des Marktes lag um die Pfarrkirche. Südlich davon siedelten die Untertanen des Klosters Traunkirchen rund um die Salvatorkapelle, die spätere Dreifaltigkeitskirche. Daran schloss sich das Niedertrum an, dessen Häuser nie zum historischen Markt, sondern zu unterschiedlichen Grundherrschaften gehörten.
Im Jahre 982 bestätigte Kaiser Otto II. in einer Urkunde dem damaligen Erzbischof von Salzburg verschiedene Besitzungen. Darunter war auch das Gut Liubina, welches das Erzstift Salzburg vom Hochfreien Reginhart und seiner Frau Svanahild im Jahre 925 durch Tausch erhalten hatte. Die Hauptgebäude dieses Gutes lagen unmittelbar neben der Kirche zum Heiligen Rupert im oberen Teil der heutigen Trofaiacher Hauptstraße. Wenn der Heilige Rupert, der erste Bischof Salzburgs, als Titelheiliger einer Kirche aufscheint, kündet dies von einer engen Verbindung mit dem Salzburger Erzstift. Die Pfarre Trofaiach reichte in den ersten Jahrhunderten ihres Bestandes über Vordernberg, Eisenerz, Radmer bis nach Hieflau. Trofaiach war die erste Pfarre im Nahbereich des Steirischen Erzbergs.
Bereits für das 10. Jahrhundert kann der Bestand der Trofaiacher Rupertikirche angenommen werden. Die Ursache für das Interesse des Erzbistums Salzburg an diesem Gut dürfte am Zugang zum Erzberg und somit zur Eisengewinnung gelegen sein.
Südlich des Siedlungskerns rund um die Rupertikirche bestand ein zweiter Siedlungskern mit der Salvatorkapelle, der späteren Dreifaltigkeitskirche, als Mittelpunkt. Grundeigentümer war hier das oberösterreichische Kloster Traunkirchen.
Im 13. Jahrhundert galt Trofaiach als Hauptmarktplatz des obersteirischen Eisenbezirks. Am 19. Jänner 1277 erwähnte König Rudolf I. auch die Befugnis zum Handel mit Trofaiacher Eisen (ferrum de Treviach), als er die Rechte und Freiheiten der Bürger der Handelsstadt Judenburg bestätigte.
Knapp vier Jahrzehnte später, im Jahre 1314, verlor Trofaiach seine Vorrangstellung durch das landesfürstliche Gebot, dass das südlich des Präbichls erzeugte Eisen künftig nur noch nach Leoben zu liefern sei. Gleichzeitig räumte der sonst nicht sehr erfolgreiche Herzog Friedrich der Schöne aus dem Geschlecht der Habsburger der landesfürstlichen Stadt Leoben das alleinige Verlags- und Handelsrecht für Eisen ein. Die damit verbundenen Einbußen veranlassten viele Bewohner Trofaiachs nach Leoben oder in andere Orte abzuwandern. Die Eisenerzeugung südlich des Präbichls konzentrierte sich in Vordernberg und der Eisenhandel in Leoben.
Der heutige Ortskern entwickelte sich seit dem 11. Jahrhundert durch das Zusammenwachsen der zwei Siedlungskerne am Vordernbergerbach, der im Mittelalter Leuben genannt wurde. Bereits 1379 erhielt der Ort das Marktrecht. Kaiser Friedrich III. bestätigte im Jahre 1455 dem seit 1448 landesfürstlichen Markt Trofaiach die verschollene Ersturkunde über die Marktprivilegien. Außerdem war es Friedrich III. nach zähem Ringen gelungen, die Admonter Pfarrrechte deutlich einzuschränken. Noch dazu kam das Nonnenkloster Traunkirchen den Wünschen des Kaisers entgegen: In Traunkirchen wurde am 21. Dezember 1448 der Kaufvertrag unterfertigt, wonach alle Holden (von einem Grundherrn abhängige Bauern), Gründe, Güter und Lehen zu Trofaiach samt der Salvatorkapelle sowie alle damit verbundenen Rechte des Benediktinerinnenklosters in landesfürstlichen Besitz übergingen.

### Neuzeit
Durch Jahrhunderte veränderte sich der Ort nur wenig. Im Markt Trofaiach waren vor allem Handwerker, Handelsbetriebe und Gastwirte ansässig, welche die in den umliegenden Dörfern, Gräben und auf den Waldbergen lebenden Bauern mit jenen notwendigen Dingen versorgten, die diese nicht selber erzeugen konnten. Die durch den Ort führende Straße war meist stark frequentiert, da das in Vordernberg erzeugte Roheisen mit Pferdefuhrwerken nach Leoben und die in Vordernberg benötigten Güter, insbesondere die Holzkohle, nach Vordernberg gebracht werden mussten. Trofaiach war lange Zeit das kirchliche Zentrum für die ganze Umgebung und Sitz eines Dekanats.
Im Jahr 1713 ist im Markt Trofaiach zum letzten Mal Pest aufgetreten. Mit seinen damals ungefähr 500 Einwohnern hatte man zwischen dem 24. September und dem 25. November die hohe Zahl von 70 Pesttoten zu beklagen.
Die Marktgemeinde wurde vom ausgehenden Mittelalter bis zur Mitte des 19. Jahrhunderts von den Bürgern verwaltet. Diese Bürger waren jeweils zirka 50 bis 70 Gewerbetreibende, Gastwirte und Kaufleute mit Hausbesitz im Ort. Jedes Jahr am Thomastag wählten die Bürger den Marktrichter und den Gemeindeausschuss, die für die Verwaltung der Gemeinde zuständig waren. König Ferdinand I. hatte 1542 befohlen, dass die Richterwahlen der steirischen Städte und Märkte, die bis dahin zu verschiedenen Terminen stattgefunden hatten, einheitlich auf die letzte Woche vor Weihnachten verlegt werden sollten.
Die Grenzen des Marktes wurden durch Burgfriedenskreuze gekennzeichnet. An vier Stellen des Ortes stehen diese Burgfriedenskreuze noch heute. Zwei davon stammen noch aus der Zeit des landesfürstlichen Marktes, die übrigen zwei wurden im 19. und 20. Jhdt. erneuert.
Die Fläche der Marktgemeinde Trofaiach betrug bis zum Jahre 1939 lediglich 2,5 km². Die übrigen heute zu Trofaiach gehörenden Gebiete unterlagen bis 1848 der Grundherrschaft und entsprechen über Jahrhunderte dem einer alpinen ländlichen Gegend mit bäuerlichen Strukturen und teilten die wechselvolle Geschichte der übrigen Steiermark. Durch die räumliche Nähe zu den Zentren der obersteirischen Eisenindustrie war zumeist eine gute Absatzlage für die landwirtschaftlichen Produkte gegeben. Andererseits wohnten viele Hüttenarbeiter und Bergleute in den Dörfern und Gräben der heutigen Gemeinde Trofaiach.

### 19. Jahrhundert
Von Zeit zu Zeit war der Ort von Katastrophen und Kriegsfolgen betroffen: Überschwemmungen, Feuersbrünste, die Pest (zuletzt 1714), durchziehende Türken, Knappenaufstände und die Besetzung durch die napoleonische Armee waren die schlimmsten Heimsuchungen.
Von 1805 bis ungefähr 1840 bestand im Trofaiacher Rötzgraben in der Nähe des Gehöftes Höller eine Erzgrube, wo Magneteisenstein abgebaut wurde, der in St. Stefan ob Leoben verhüttet wurde.
Um 1840 war der Raum Trofaiach schon durchwegs gewerblich-industriell, auf 180 Landwirte und Viehzuchttreibende kamen im seinerzeitigen Bezirk Trofaiach schon 242 Gewerbetreibende.
Als Folge der Revolution von 1848 kam es zur Aufhebung der Grundherrschaft, die bis dahin auf dem Lande die bestimmende Kraft gewesen war, und zur Gründung von Landgemeinden. Das am 15. März 1849 beschlossene provisorische Gemeindegesetz sowie das am 2. März 1862 beschlossene Reichsgemeindegesetz brachten die Neuordnung der regionalen Verwaltungseinheiten. Autonome Gemeinden wurden der Grundstein des neu gestalteten Staates. Neben den bestehenden Stadt- und Marktgemeinden entstanden viele Landgemeinden.
Aus der Zusammenfassung der vier ursprünglich zum seinerzeitigen Steuerbezirk Freienstein gehörenden Katastralgemeinden Gai, Schardorf, Gimplach und Gössgraben-Freienstein entstand die Landgemeinde Gai. Die fünf ursprünglich zum Bezirk Freienstein gehörenden Katastralgemeinden Hafning, Krumpen, Rötz, Treffning und Laintal wurden zur Gemeinde Hafning zusammengefasst.
Im Jahre 1873 ließ Fürst Johann Adolf II. zu Schwarzenberg, der auch im nahe gelegenen Vordernberg ein Radwerk besaß, im Ortsteil Niedertrum den damals größten Hochofen Europas errichten, der 1875 in Betrieb genommen wurde. Dieser Hochofen wurde noch mit Holzkohle betrieben, während im acht Kilometer entfernten Donawitz die Hochöfen mit Koks betrieben wurden. 1897 wurde noch ein Siemens-Martin-Stahlwerk in Betrieb gesetzt. Die Unternehmensgeschichte dauerte jedoch nur 37 Jahre. Nachdem das Werk 1899 zunächst durch Richard von Schoeller von den Schoeller-Stahlwerke gepachtet und 1905 gekauft wurde, ist diese Hüttenanlage bereits 1911 stillgelegt worden. Am 2. Dezember 1911 erwarb der Wirtschaftsverein Trofaiach das gesamte Werksgelände samt den Arbeiterwohnhäusern und verkaufte die stillgelegte Industrieanlage am 31. Juli 1913 an den Wiener Johann Gottfried Henschel. Von diesem wurde ein Sensenwerk errichtet, das von der Firma Weiß & Co. bis in die Mitte der 1920er Jahre in Betrieb gehalten wurde.
Am 18. Mai 1872 wurde die Erzbergbahn Leoben – Vordernberg eröffnet. Damit wurde auch Trofaiach, wie die Lokalpresse damals schrieb, dem „Weltverkehr angeschlossen“. Am 10. Juni 2001 stellten die Österreichischen Bundesbahnen den Personenverkehr auf dieser Strecke ein.
Durch die leichtere Erreichbarkeit der ländlichen Gegenden durch den Ausbau der Eisenbahn entstand der Tourismus. Ein rühriger Fremdenverkehrsverein sorgte dafür, dass auch Trofaiach für einige Jahrzehnte eine gern besuchte Sommerfrische wurde. Es wurde ein Park errichtet sowie Alleen und Spazierwege. Weiters baute man einen Tennisplatz, der noch heute im Park besteht, und um 1895 das Schwimmbad. Wie man den zum Teil noch vorhandenen Gästebüchern entnehmen kann, kamen die Erholung suchenden Gäste vorwiegend aus dem Wiener Raum, aus Graz, Westungarn, Böhmen und Mähren.

### 20. und 21. Jahrhundert
Während des Ersten Weltkrieges wurde im Westen des Ortes auf einer Fläche von zirka 45 Hektar eine Schwarzpulverfabrik errichtet. Aus strategischen Gründen wurde nach dem Muster der in Kamnik (Stein) bei Ljubljana (Laibach, heute in Slowenien), der heutigen Partnerstadt Trofaiachs, bestehenden k.k. Pulverfabrik eine Fabrik gebaut, die vom Frontverlauf weit genug entfernt war. Innerhalb von wenigen Monaten wurde ab Sommer 1915 die komplette Fabriksanlage unter Einsatz von rund 5000 Kriegsgefangenen errichtet. Diese Kriegsgefangenen waren in einem im heutigen Siedlungsgebiet Goldbachgasse – Untergimplach errichteten Barackenlager untergebracht. Für die zum Teil aus Kamnik übersiedelten Fabriksarbeiter wurde die Pulverkolonie gebaut und für die leitenden Mitarbeiter und Offiziere in der Gössgrabenstraße eine aus mehreren Gebäuden bestehende Wohnanlage im Jugendstil. Diese Wohnanlage wurde mit dem Pulverfabriksgelände durch einen Weg mit zwei Jugendstilbrücken verbunden.
Die Errichtung der Pulverfabrik führte zu einem Niedergang des Fremdenverkehrs, der sich in den vorhergehenden Jahrzehnten durchaus gut entwickelt hatte. 1926 wurde die Pulverfabrik geschlossen. Nach Stilllegung der Pulverfabrik blieb das Fabrikgelände bis 1945 eingezäuntes Sperrgebiet im Besitz des Staates oder staatsnaher Unternehmungen. Mit 1. April 1939 wurden die zur damaligen Nachbargemeinde Hafning gehörenden Glögglhofgründe und das Pulvergelände, das größtenteils zur damaligen Gemeinde Gai gehört hatte, nach Trofaiach eingemeindet. Auf dem der Gemeinde Gai verbliebenen Schlagfeld wurde ab 1940 ein Lager errichtet, das zeitweise aus über 50 Baracken bestand und in dem maximal 2000 Personen untergebracht werden konnten.
Zuerst wurden volksdeutsche Umsiedler aus der Bukowina einquartiert, die in der Folge des Deutsch-Sowjetischen Grenz- und Freundschaftsvertrages zwangsweise umgesiedelt und später anderenorts angesiedelt wurden. Von 1941 bis 1945 war es ein Lager für Zwangsarbeiter und Kriegsgefangene aus den von Nazi-Deutschland besetzten Ländern, die in den Rüstungsbetrieben im Raum Leoben arbeiten mussten. Nach Kriegsende bis Anfang Jänner 1946 quartierte die britische Militärverwaltung für einige Monate bis zu 1500 jüdische Flüchtlinge ein, so genannte Displaced Persons, die mehrheitlich aus Ungarn stammten und nach Palästina auswanderten.
Ab Jänner 1946 wurden im DP-Lager Trofaiach neue Vertriebene – ausgewiesene und vor der Verfolgung geflüchtete Volksdeutsche aus Kroatien, Serbien, Slowenien, Rumänien und Tschechien – eingewiesen. Ab 1948 wurden eher mehr fremdsprachige Flüchtlinge einquartiert. Ab 1952 konnte das Lager verkleinert werden. Nach dem Volksaufstand 1956 wurden kurzfristig Ungarnflüchtlinge untergebracht, 1960 wurde das Lager abgerissen. In den 20 Jahren seines Bestandes diente das Lager Trofaiach tausenden Verfolgten, Gefangenen und Vertriebenen als notdürftige und unfreiwillige zwischenzeitliche Unterkunft.
In den Jahren 1939 bis 1943 entstand im Norden von Trofaiach, großteils auf den ehemaligen Glögglhofgründen, eine große Wohnsiedlung für die Arbeiter und Angestellten des nahen Hüttenwerkes Donawitz, die ursprünglich Hermann-Göring-Siedlung und nach 1945 Gladensiedlung, dies nach der im Westen an die Siedlung angrenzenden Hochterrasse, genannt wurde.
Im Bereich Kehrgasse – Gössbachau bestand ab 1940 ein weiteres Lager aus 13 Baracken, das für französische Kriegsgefangene eingerichtet worden war, und daher Franzosenlager geheißen hat. Nach dem Krieg dienten die Baracken als Substandardwohnungen, ab 1970 wurden sie abgetragen. 2009 entstand in diesem Gelände ein Fachmarktzentrum, nachdem sich schon ab 1990 rund um dieses Gebiet mehrere Supermärkte und Diskonter niedergelassen hatten.
Ab 1960 wurde auf dem Gelände der ehemaligen Pulverfabrik im Westen Trofaiachs, das damals allgemein Pulvergelände genannt wurde, eine weitere große Wohnsiedlung errichtet. Außerdem wurden in allen Teilen des Ortes neue Einfamilienwohnhäuser gebaut. Durch diese rege Bautätigkeit hat sich innerhalb von 40 Jahren (1934–1974) die Einwohnerzahl vervierfacht.
1979 wurde Trofaiach zur Stadt erhoben. Am 20. Oktober 1984 übersiedelte die Stadtverwaltung aus dem alten Rathaus (Hauptstraße 67), das über 400 Jahre der Sitz der Gemeindeverwaltung war, in das neue Amtsgebäude in der Luchinettigasse 9. In diesem Gebäude sowie im angrenzenden Haus Nr. 11 sind jetzt die Stadtverwaltung, die Stadtwerke, die Polizei, der Gemeinderatssaal, die Gemeindebücherei und ein Veranstaltungssaal untergebracht. Am 11. Dezember 1985 wurde die Umfahrungsstraße eröffnet, was die bisher als Eisen-Bundesstraße benützte enge Ortsdurchfahrt durch die Hauptstraße entlastete.
Seit 16. Jänner 2015 wird die in Trofaiach bis dahin mit Erdgas gespeiste Fernheizung mit Industrieabwärme der Voestalpine Donawitz betrieben. Dadurch konnte der CO2-Ausstoß in Trofaiach deutlich verringert werden. Dazu war der Bau einer 8,2 km langen Wärmeleitung von Donawitz bis zum Heizhaus in Trofaiach-West erforderlich. Über diese werden etwa 32 Millionen Kilowattstunden Wärme transportiert. Das entspricht dem Wärmebedarf von 6500 Wohnungen.
Unter den Einwohnern Trofaiachs dominieren die Arbeiter und Angestellten des nahen Voestalpine-Stahlwerkes in Leoben-Donawitz. Seit in der Stahlindustrie immer weniger Mitarbeiter benötigt werden, sinkt auch die Einwohnerzahl Trofaiachs langsam, aber kontinuierlich.

### Bevölkerungsentwicklung
Im statistisch-topographischen Landesschematismus des Herzogthums Steiermark aus dem Jahre 1818 von Joseph Marx Freyherrn von Liechtenstern wird auf Seite 489 die Bevölkerungszahl von Trofaiach mit 620 Bewohnern angegeben, wobei aber nur die alte Marktgemeinde gemeint ist. In den heute zu Trofaiach gehörenden Dörfern und Gräben wohnten laut dieser Aufzeichnung insgesamt 1185 Menschen, sodass es insgesamt 1805 Einwohner gab. Der genannte Landesschematismus wurde vor kurzem unter ISBN 978-0-266-64252-7 neu aufgelegt.

## Wirtschaft und Infrastruktur

### Bildung
Es gibt folgende Bildungseinrichtungen in Trofaiach:
- drei Kinderkrippen
- vier Kindergärten
- Peter Rosegger Volksschule
- Josef Krainer Volksschule Gai
- Mittelschule Trofaiach
- Polytechnische Schule
- Musikschule[14]

### Sicherheit
Im Ort befindet sich eine Polizeiinspektion der Bundespolizei, welche dem Stadt- und Bezirkspolizeikommando Leoben unterstellt ist.

### Verkehr
Durch das Stadtgebiet führen die Landesstraßen B 115 und B 115a (Eisenstraße). Von Trofaiach nach Westen führt die Bundesstraße 115 ins westlich gelegene Liesingtal und zum Anschluss an die vom Ortszentrum sieben Kilometer entfernte Pyhrn Autobahn.
Vom Ortsteil Edling kann man auch über die Russenstraße nach Sankt Peter-Freienstein und weiter in die Bezirkshauptstadt Leoben gelangen. Der Name kommt daher, dass diese Straße während des Ersten Weltkriegs 1915 von russischen Kriegsgefangenen errichtet wurde. Vorher bestand nur eine einfache Wegverbindung. Im Sommer 2017 wurde bei der Abbiegung der Russenstraße und der Seizerstraße in Edling ein Kreisverkehr errichtet.
Der öffentliche Verkehr ist in Trofaiach stark ausgebaut. Linienbus, Citybus und gMeinBus sorgen für optimale Anbindungen.

## Kultur und Sehenswürdigkeiten

### Museen
- Stadtmuseum im Schloss Stibichhofen: Das Museum hat drei Schwerpunkte: eine Sammlung regionaler Trachten, eine Apothekeneinrichtung von 1904 und historische medizinische Geräte, Präparate und Urkunden sowie regionale frühgeschichtliche Funde aus dem Zeitraum von 1500 v. Chr. bis 900 n. Chr. Weitere museale Ausstellungsstücke befinden sich im Museumsdepot im Objekt Silvester Heider Platz 1.[16]

Das Stadtmuseum Trofaiach gehört zum Verbund der Museen an der steirischen Eisenstraße.
Das Stadtmuseum macht regelmäßig Sonderausstellungen im Schloss Stibichhofen – Rebenburggasse 2, so zum Beispiel
- 2006 Ferdinand Marian – Filmstar mit Spuren in Trofaiach
- 2008 Die Geschichte von Trofaiach-West 1915 bis 2008
- 2009 Erzherzog Johann und die steirische Tracht
- 2011 Gift und Zucker – Raritäten und Kuriositäten alter Heilkunst
- 2012 Die Straße – Lebens- und Alltagsgeschichten vom Trofaiacher Teilstück der Eisenstraße
- 2013 atmender Stein&atmendes Holz: Holzschnitzarbeiten aus Dongyang und Steinschnitzerei aus Trofaiachs chinesischer Schwesterstadt Qingtian
- 2014 Tracht – Tradition trifft Zeitgeist
- 2015 Sammelsurium, kuriose Schätze aus dem Museumsdepot
- 2016 Willkommen in Trofaiach – von Sommerfrischlern & Touristen
- 2017 Typisch, die Sammlungen in Stibichhofen und im Depot  ab 20. April 2017

### Bauwerke
- Pfarrkirche St. Rupert: 1195 erstmals urkundlich erwähnt. Man vermutet, dass die Kirche schon über 200 Jahre früher entstanden ist, da das Erzbistum Salzburg bereits 925 das Gut Liubina erworben hat, in dessen damaligem Bereich die Kirche liegt. Die Kirche ist im Kern romanisch, 1462 wurde sie gotisiert. Bis nach Mitte des 15. Jahrhunderts war die Kirche dem Stift Admont inkorporiert. 1704 wurde der mächtige Turm um ein Stockwerk aufgestockt. Bei Renovierungsarbeiten wurden Fresken vom Anfang des 15. Jahrhunderts freigelegt.
- Filialkirche Hl. Dreifaltigkeit: Ebenfalls seit 1195 (als Salvatorkirche) belegt. Dabei handelt es sich ursprünglich um eine Gründung des Benediktinerinnenklosters Traunkirchen. Der bestehende spätgotische Bau stammt vom Anfang des 16. Jahrhunderts. Da die Kirche nicht mehr für liturgische Zwecke benötigt wurde und es der Diözese nicht mehr möglich ist, alle Gebäude zu erhalten, wurde sie 2008 mittels Schenkungsvertrag an die Gemeinnützige Österreichische Baukultur-Privatstiftung, Graz,[18] übergeben, die es sich zur Aufgabe gemacht hat, nach dem Vorbild des englischen National Trust, wertvolle historische Gebäude zu erhalten und zu pflegen.
- Schloss Mell: Schloss auf einer Hochterrasse oberhalb des Ortskerns. Besitzbestätigung vom 2. Mai 1230 für das Stift Göss. Ständig wechselnde Besitzer. Umbau 1872 durch das Radgewerkenehepaar Heinrich und Karoline Mitsch. Schöner schmiedeeiserner Brunnen.
- Rathaus Trofaiach: Mit dem  im 20. Jahrhundert gebauten neuen Rathaus mit der Adresse Luchinettigasse 9 wurde das 400 Jahre alte Rathaus in der Hauptstraße Nr. 67 als Verwaltungszentrum abgelöst.
- Schloss Stibichhofen: Das Schloss steht neben der Dreifaltigkeitskirche. Ursprünglich spätgotischer Bau aus dem 15. Jahrhundert, im 17. Jahrhundert umgebaut. Das Grundstück, auf dem sich das Schloss befindet, gehörte einst dem Frauenstift Traunkirchen. Dieses dürfte hier einen Eisen-Schmelzofen und ein Hammerwerk betrieben haben.[19] Von 1862 bis 1953 war die Familie Rebenburg Besitzer von Schloss Stibichhofen. Seit 1953 ist die Evangelische Pfarrgemeinde AB Trofaiach Eigentümer, deren Schlosskirche und Jugendheim im Schloss untergebracht sind. Im Erdgeschoß bestehen die Ausstellungsräume des Stadtmuseums.
- Glögglhof: Der früher zu Hafning gehörende Glögglhof kam 1939 samt den dazugehörenden großen Grundflächen zu Trofaiach. Der ursprünglich große Besitz wurde aufgeteilt und verkauft. Auf den Wiesen des Glögglhofs wurde von 1939 bis 1944 die Hermann-Göring-Siedlung, die später Gladensiedlung genannt wurde, errichtet. Das seinerzeitige Hauptgebäude des Glögglhofes war lange in einem sehr vernachlässigten Zustand. Es wurde im Jänner 2012 wegen Baufälligkeit abgerissen. Merkwürdigerweise war den Glögglhof nie unter Denkmalschutz gestellt worden. Er hatte eine interessante Besitzergeschichte. Im 17. Jahrhundert war die Vordernberger Radmeisterfamilie Stampfer Eigentümer. Im Tagebuch der Maria Elisabeth Stampfer (Hausbüchl der Stampferin) wird der Hof mehrmals erwähnt. Am 1. April 1822 kam er gemeinsam mit dem Vordernberger Radwerk II in den Besitz von Erzherzog Johann und blieb bis 1873 Eigentum von Franz Graf von Meran. Im Jahre 1889 ließ der damalige Eigentümer Baron Stocklasa inmitten des Parkareals eine Villa errichten, die noch besteht. 1919 hatte der aus Marburg (Maribor) zugezogene Johann Stanitz den Glögglhof erworben.
- Stockschloss, auch Schloss Oberdorf: Es liegt im Ortsteil Oberdorf im Trofaiacher Gössgraben. Es ist ein dreigeschoßiger Doppelgiebelbau im Renaissancestil mit Schopfwalmdach und einem viergeschoßigen rechteckigen Turm. Um 1185 gehörte das Schloss dem Stift Admont. In den folgenden Jahrhunderten hatte es ständig wechselnde Besitzer, darunter die Familie Pranckh, den Leobner Bürger Hans Tessalon (1629), das Klarissinnenkloster Judenburg (1679), Carl Maria Graf Breuner (1791), Hans Thunhart (1912), Franz Mayr-Melnhof (1952). Nach 1945 diente das Schloss als Erholungsheim und später war eine Haushaltungsschule St. Martin untergebracht, die 2012 geschlossen wurde.

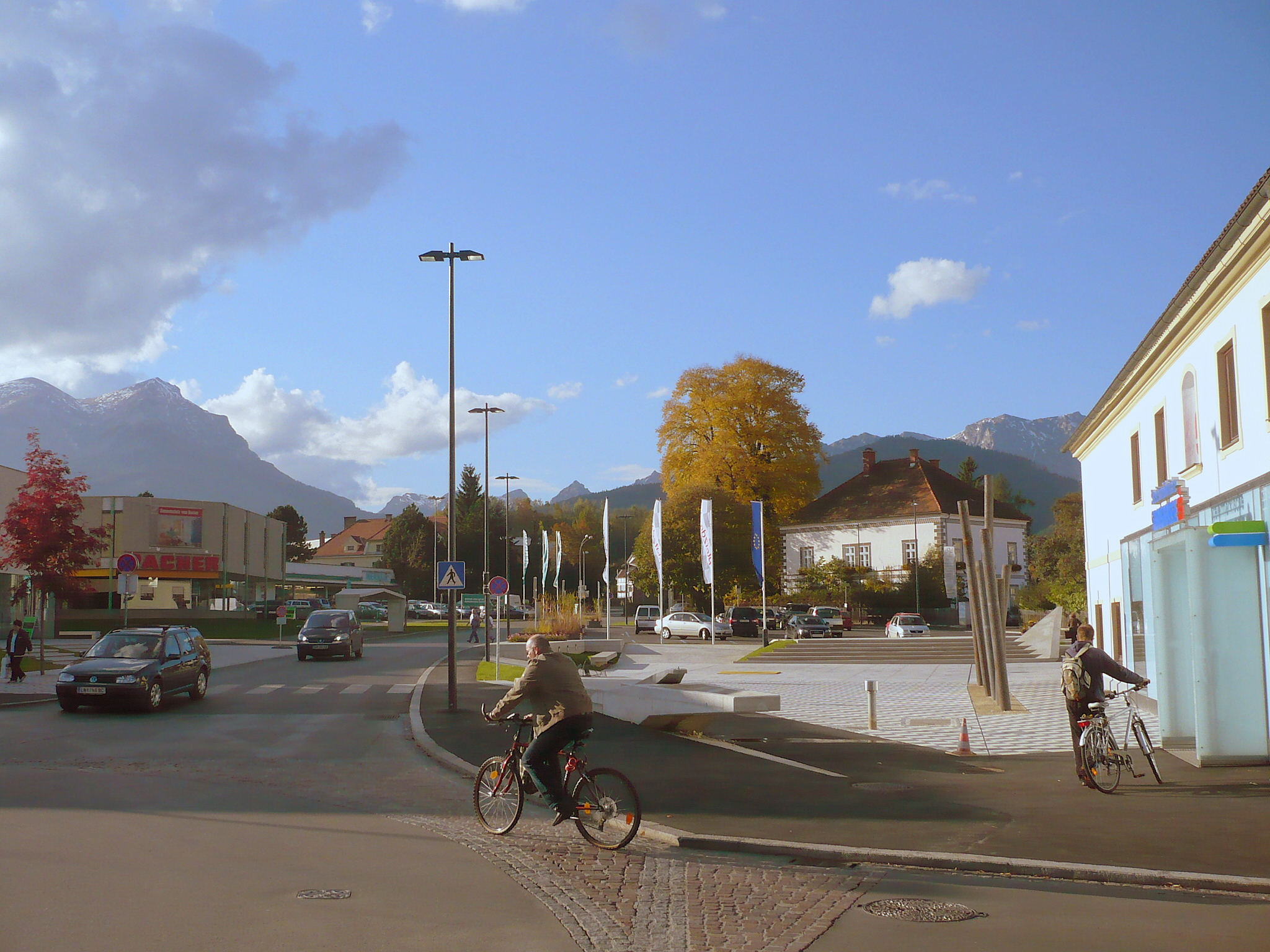
Trofaiach Hauptplatz
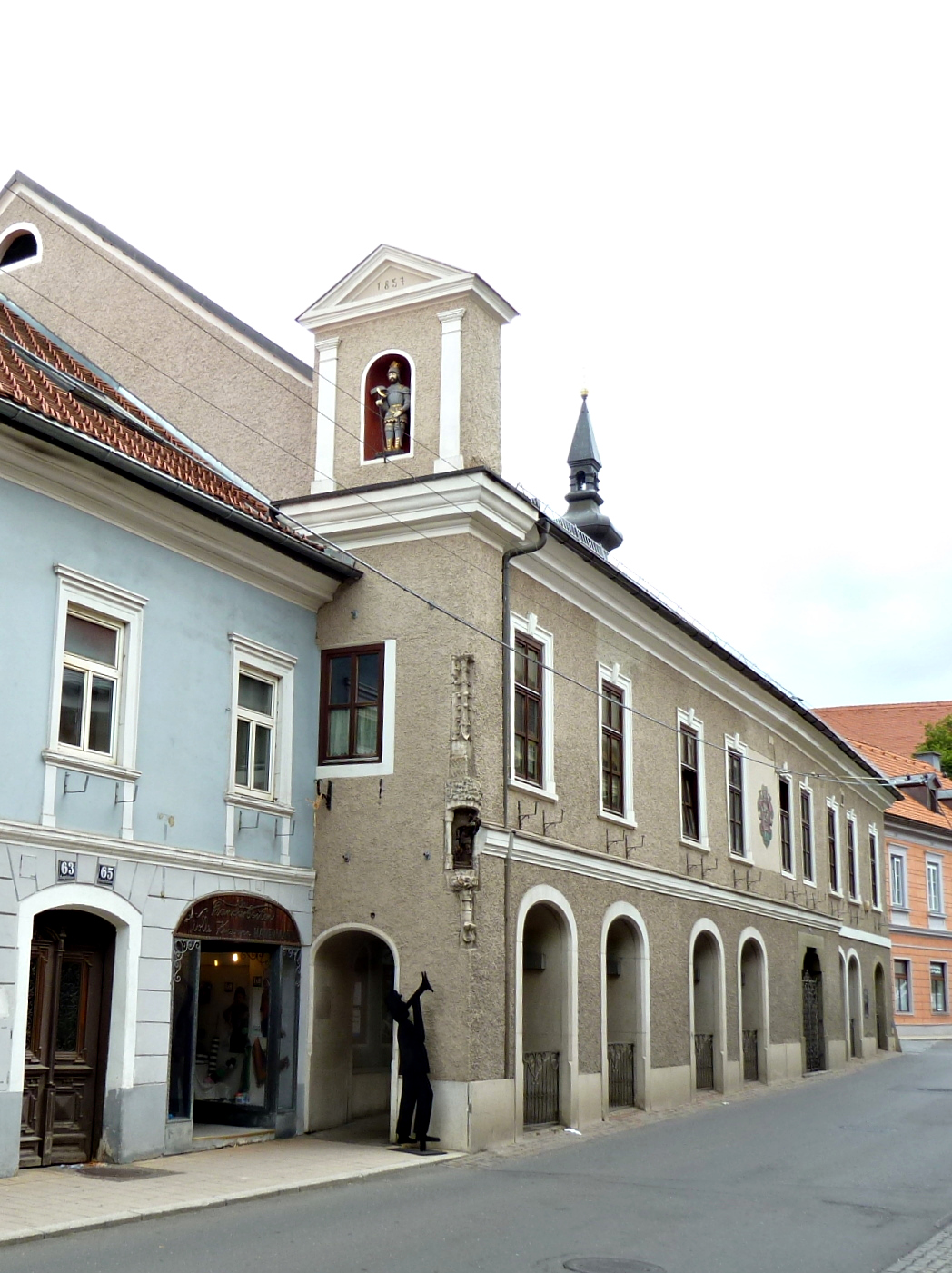
Das alte Rathaus von Trofaiach
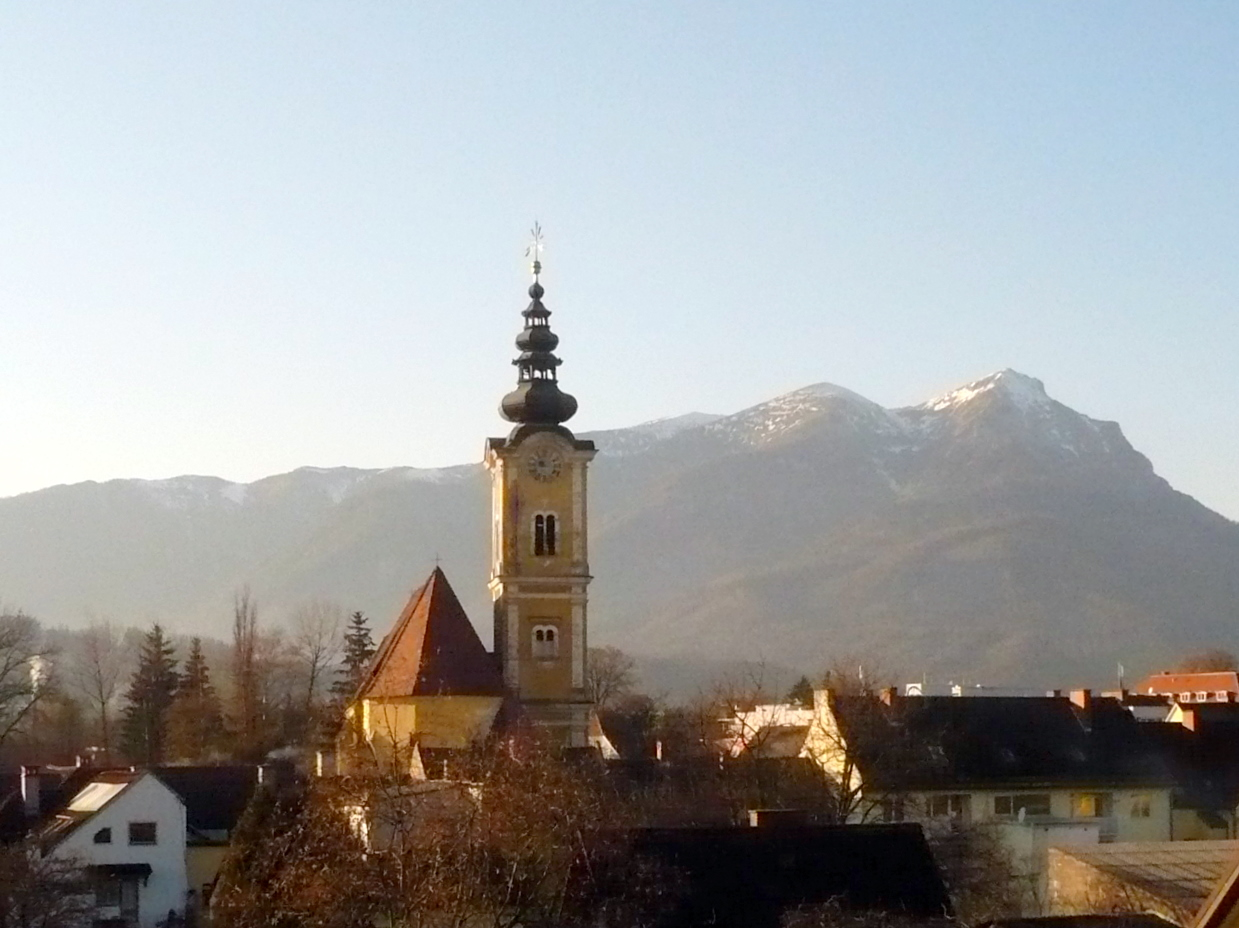
Dreifaltigkeitskirche mit Reiting
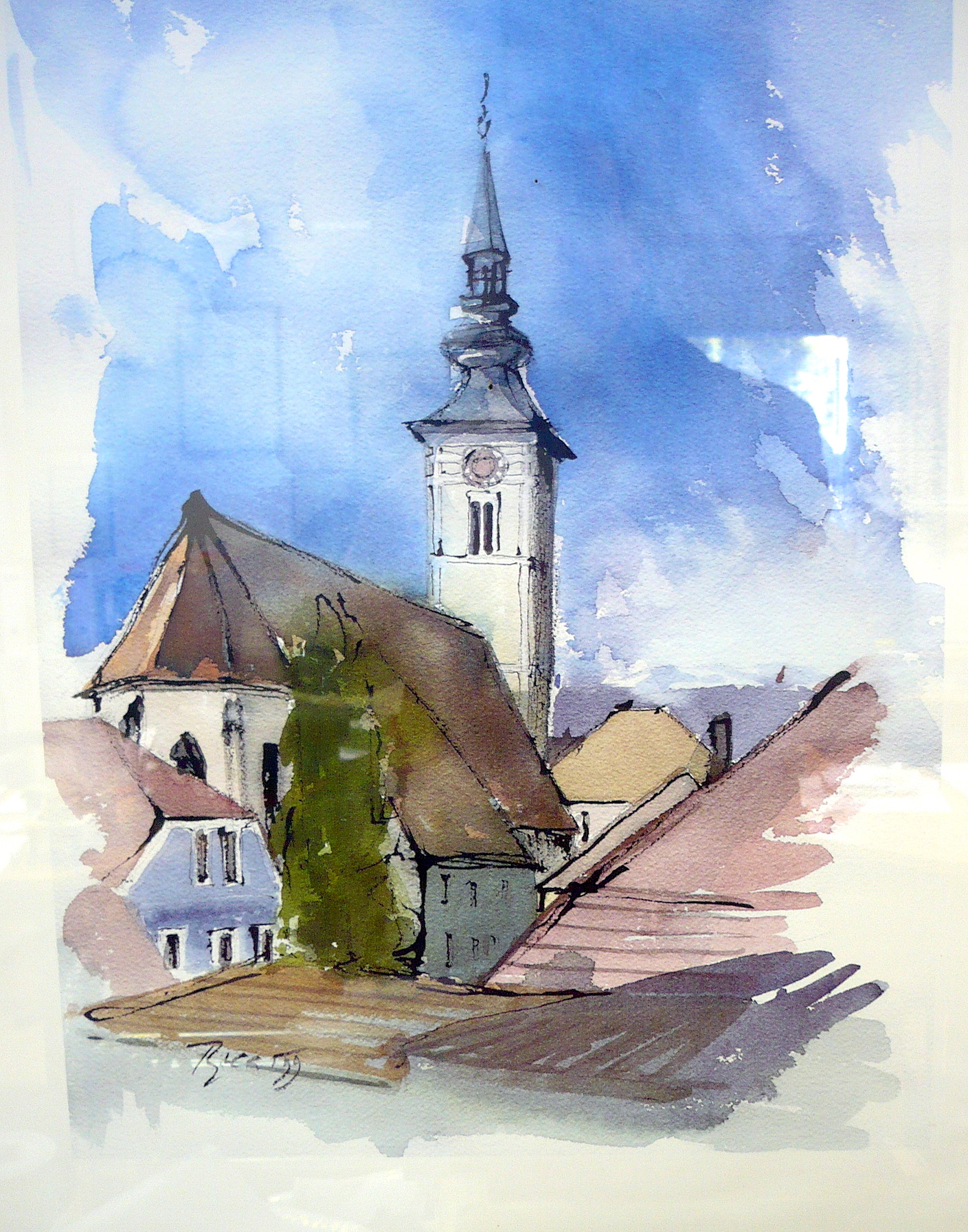
Pfarrkirche St. Rupert, Aquarell von Franz Bućar d. J.
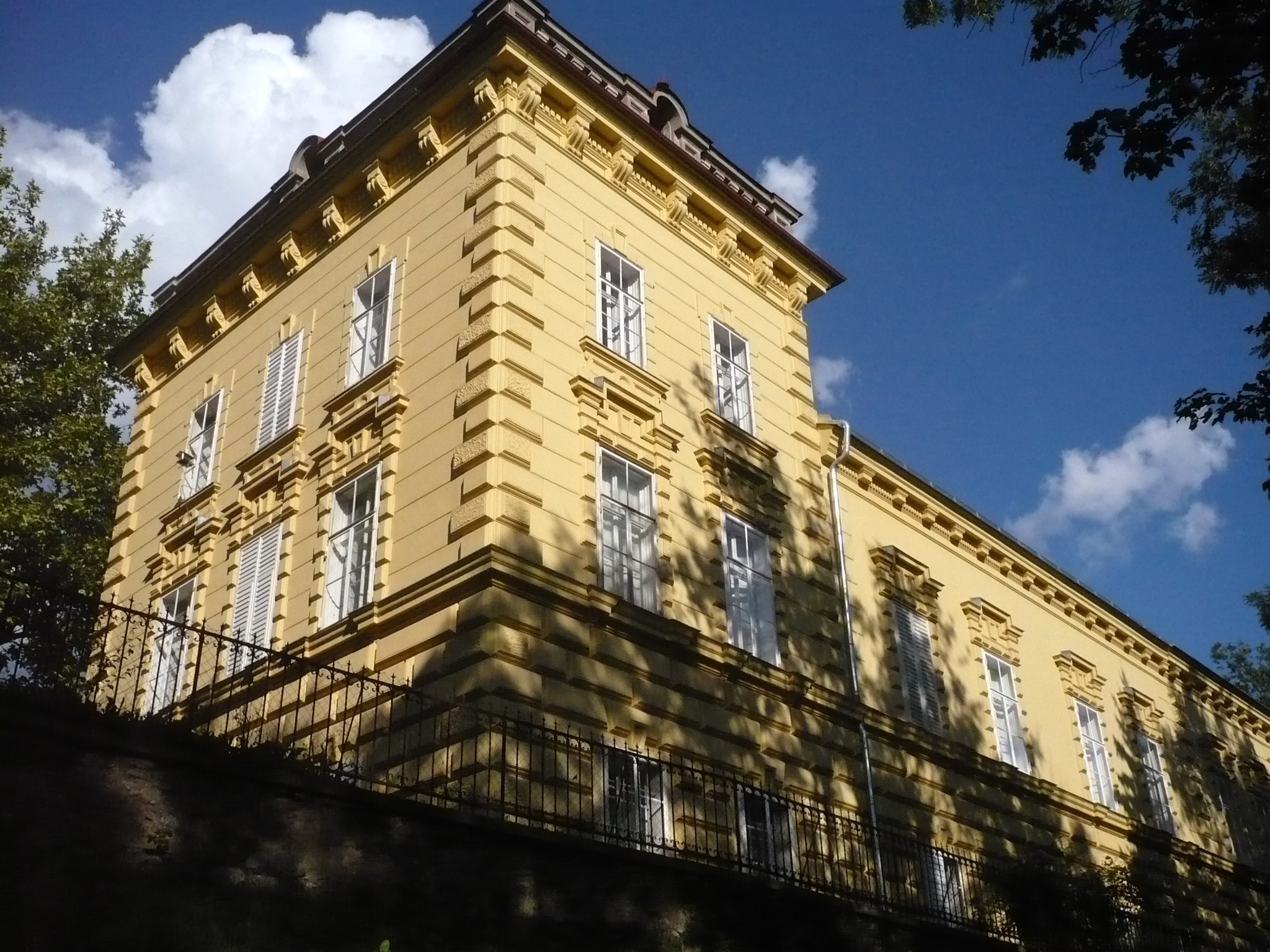
Schloss Mell
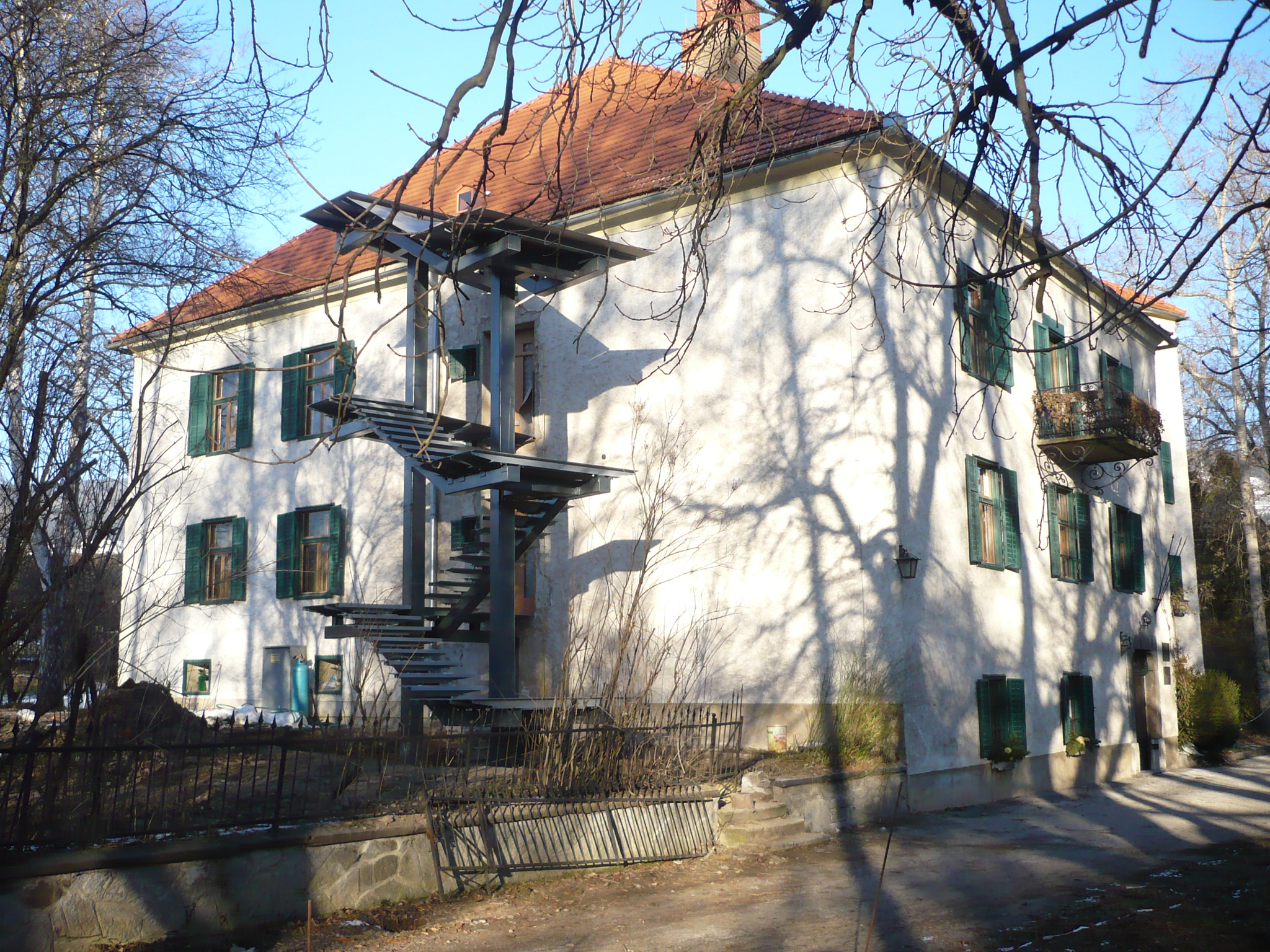
Schloss Stibichhofen
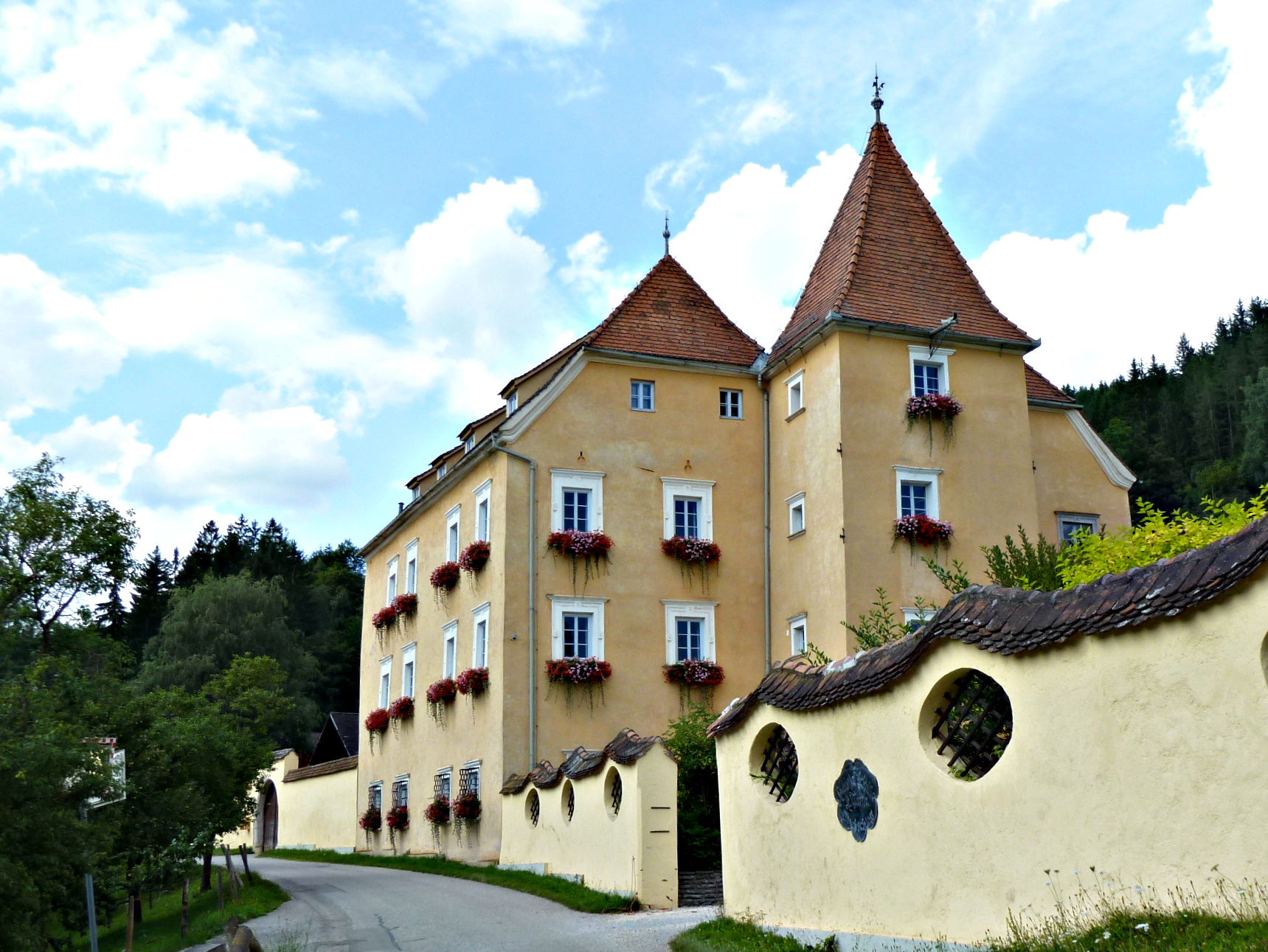
Schloss Oberdorf.Stockschloss
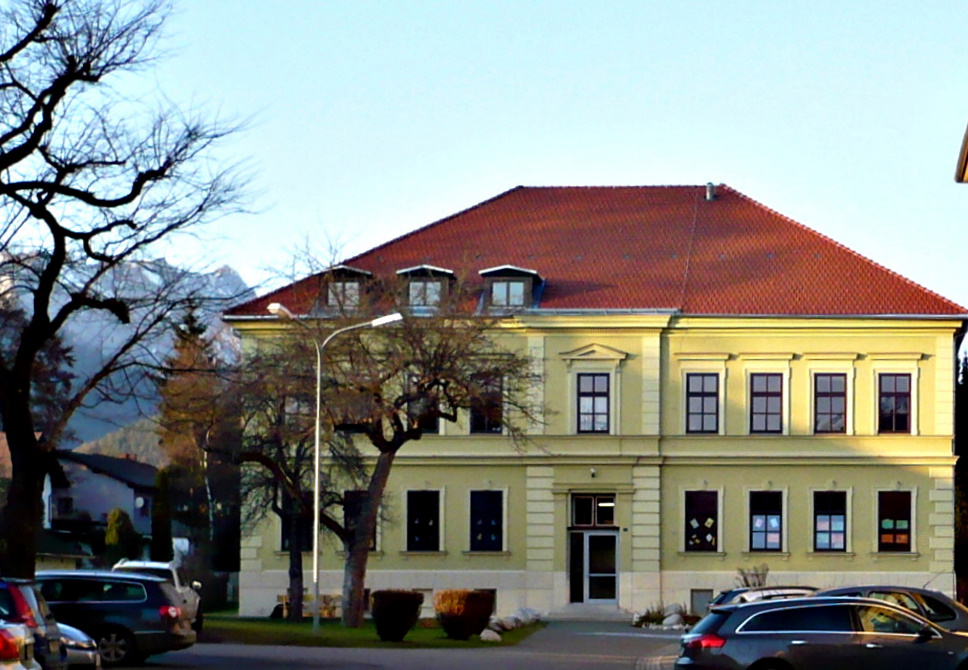
Franz-Jonas-Volksschule Trofaiach
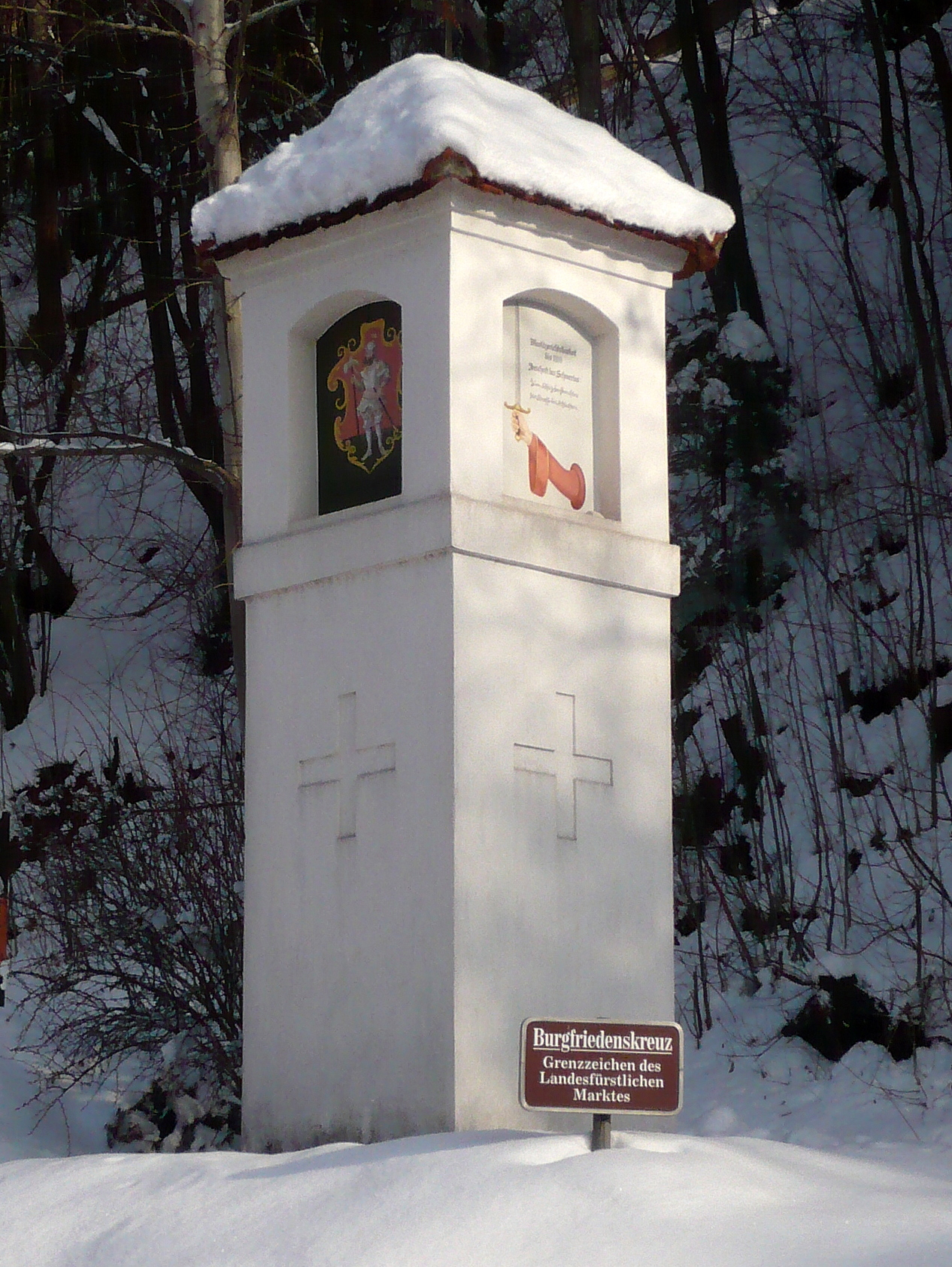
Burgfriedenskreuz Friedhofgasse
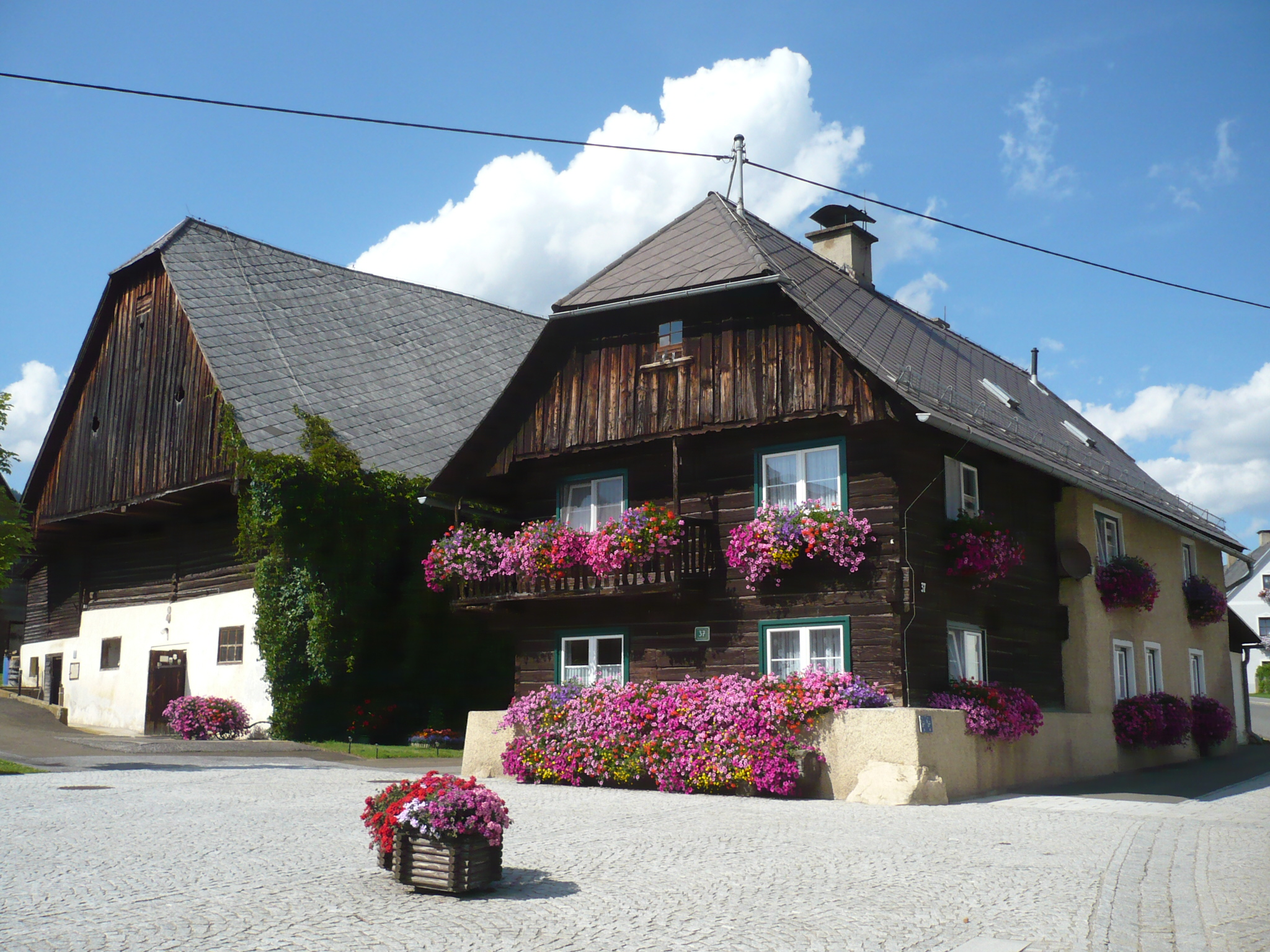
Bauernhaus Huebmannhube Schardorf- inzwischen umgebaut
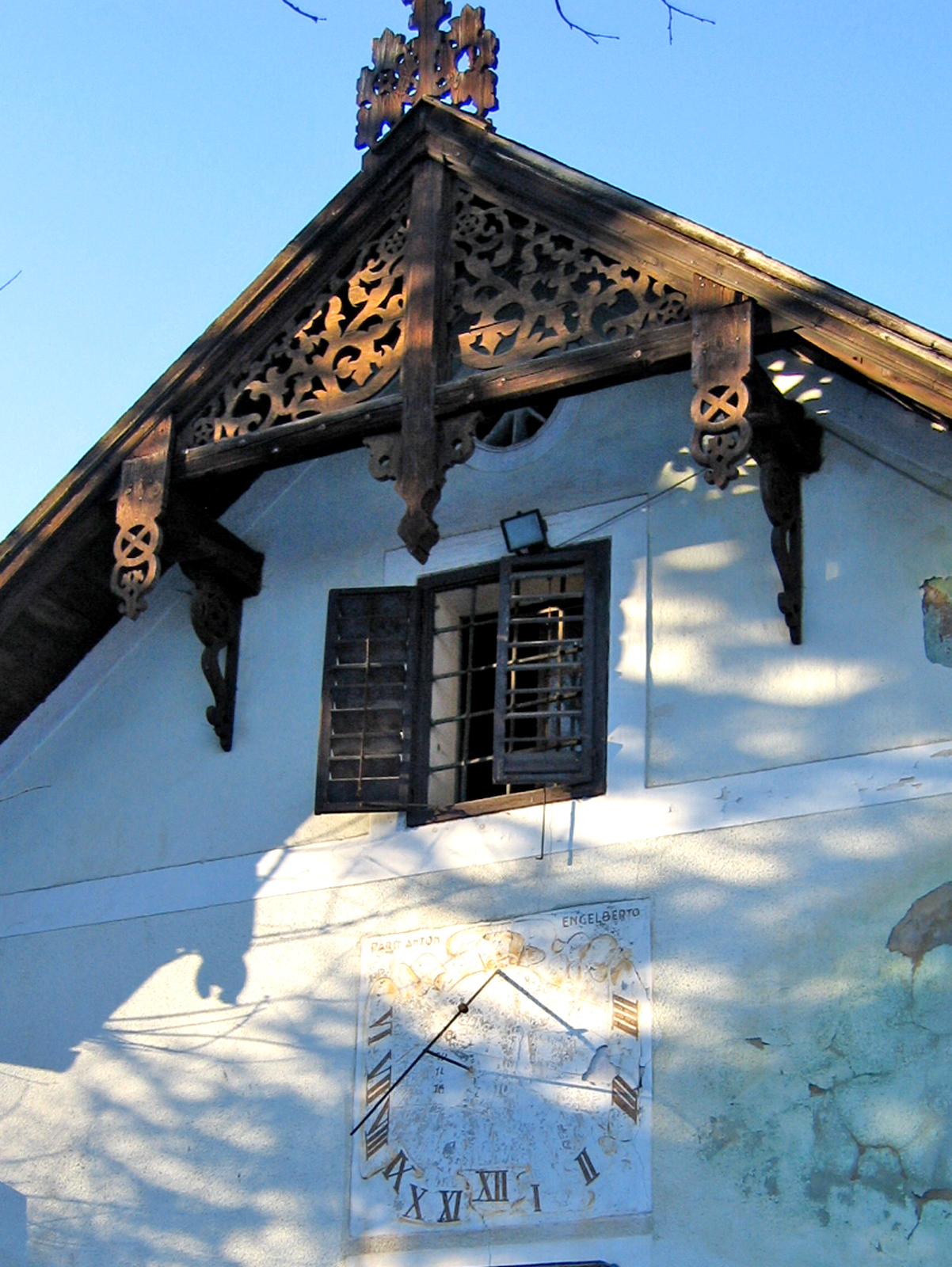
Glögglhof Giebel und Sonnenuhr – inzwischen abgetragen
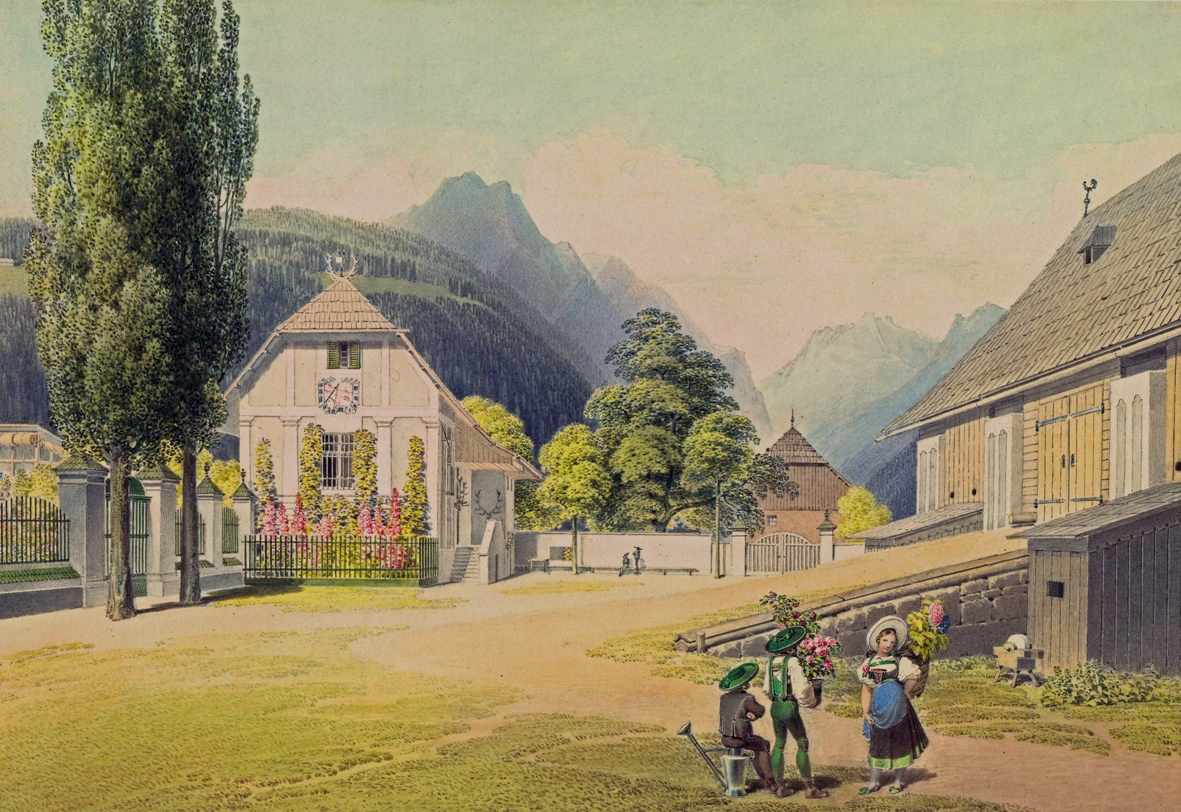
Glögglhof gemalt von Matthäus Loder 1823
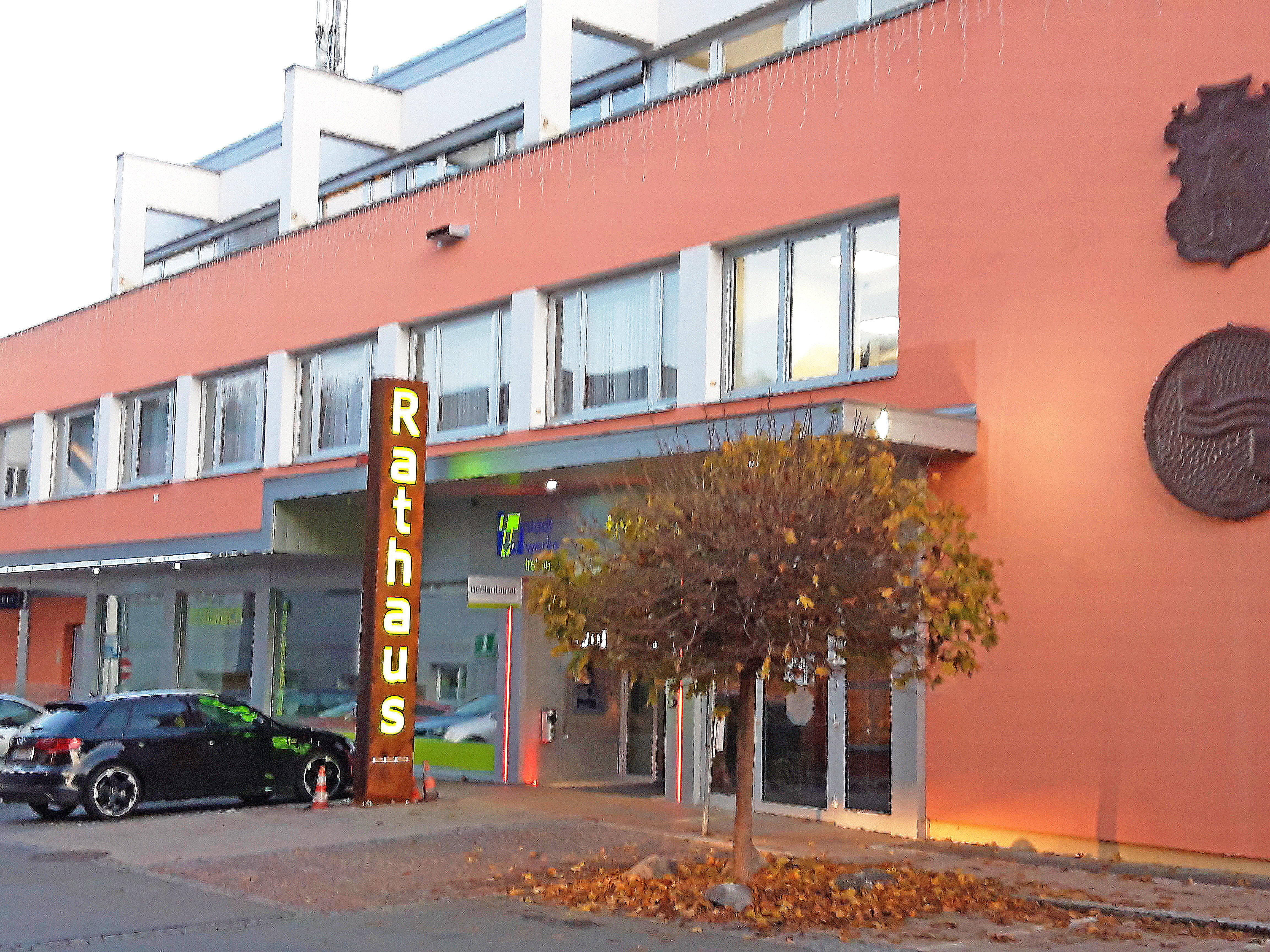
Trofaiach Rathaus

### Sonstige Sehenswürdigkeiten
- Zeugnis römischer Besiedlung: Am 23. September 1977 wurde in Laintal bei Grabarbeiten auf einem Grundstück des Bauern Judmaier vulgo Ott eine aus der Römerzeit stammende marmorne Bekrönung eines Grabdenkmals entdeckt. Dieser bisher bedeutendste römerzeitliche Fund im Trofaiacher Raum kann im Stadtmuseum Trofaiach besichtigt werden.
- Das Naturschutzgebiet um den Eisenerzer Reichenstein mit dem Aufstieg von der Hirnalm zum Krumpensee, vorbei am Krumpenwasserfall.
- Waldlehrpfad: Im Prevenhueberwald der Leobner Realgemeinschaft wurde 2009 ein Waldlehrpfad errichtet, der von dem hinter dem Gehöft Schlossbauer abzweigenden Forststraße erreicht werden kann. Der Name Prevenhueber kommt daher, dass dieser Wald früher zum Schlossbauern gehört hat. Das Schlossbauer-Hauptgebäude war früher ein Schloss und gehörte im 19. Jahrhundert Angehörigen der aus der Radmer stammenden Radmeisterfamilie Prevenhueber.

### Sport
- Golf: Auf ungefähr 40 Hektar Fläche befinden sich im Ortsteil Schardorf der vom Golf- und Countryclub Reiting-Gai betriebene, weitläufig angelegte Fairways mit ausgedehnten Greens, Sandbunker und Wasserhindernissen, eine Golfschule sowie ein 6-Hole-Kurzplatz für individuelles Schlagtraining.
- Langlauf: Vom Ortsteil Hafning führt eine beliebte und gut betreute Langlaufloipe in den landschaftlich reizvollen Krumpengraben.
- Radfahren: Das Gebiet eignet sich besonders für Familienradtouren, aber auch anspruchsvolle Strecken sind vorhanden.
- Bergsteigen: Die nahen Eisenerzer Alpen und westlichen Ausläufer des Hochschwabs sind ein ideales Gebiet für Bergsteiger, Bergwanderer und Tourengeher. Durch Trofaiach verläuft auch der Nord-Süd-Weitwanderweg.
- 2022 wurde in der Stadthalle ein Kampf der Catch-Wrestling Weltmeisterschaft ausgetragen.[20]

### Regelmäßige Veranstaltungen
Trofaiach bietet jährlich etwa 220 Veranstaltungen, darunter kulturelle Events und Sportveranstaltungen, die das ganze Jahr über stattfinden. Die Stadtgemeinde setzt auf eine lebendige Vereinslandschaft mit rund 90 Vereinen, die das Stadtleben bereichern. 

## Politik
Aufgrund der Gemeindezusammenlegung von Hafning und Gai mit Trofaiach fanden am 14. April 2013 Gemeinderatswahlen statt, die folgende Verteilung der Mandate erbrachte: 15 SPÖ, 7 KPÖ, 4 ÖVP, 2 Bürgerliste, 2 FPÖ und 1 Grüne.
- Mit den Gemeinderatswahlen in der Steiermark 2015 hatte der Gemeinderat folgende Verteilung: 18 SPÖ, 5 KPÖ, 4 ÖVP, 3 FPÖ und 1 Grüne.[21]
- Mit den Gemeinderatswahlen in der Steiermark 2020 hat der Gemeinderat folgende Verteilung: 17 SPÖ, 7 KPÖ, 5 ÖVP, 1 Grüne und 1 FPÖ.[22]
- Mit den Gemeinderatswahlen in der Steiermark 2025 hat der Gemeinderat folgende Verteilung: 18 SPÖ, 5 KPÖ, 5 FPÖ, 3 ÖVP

### Bürgermeister
- 1849–1861: Josef Schütz
- 1861–1864: Dr. Eduard Ehrlich
- 1864–1867: Johann Gantschnegg
- 1867–1870: Leo Kreuzer
- 1870–1877: Georg Tritt
- 1877–1883: Johann Hick
- 1883–1888: Constantin Rainer
- 1888–1891: Leo Obersteiner
- 1891–1910: Franz Freiberger
- 1910–1919: Friedrich Luchinetti
- 1919–1930: Hannes Schreckenthal
- 1930–1933: Leopold Kohlendorfer
- 1933–1934: Hans Unfried
- 1934–1938: Karl Rothleitner
- 1938–1945: Franz Hofer
- 1945: Josef Höbenreich
- 1945: Maxentius Menhart
- 1945–1946: Andreas Koller
- 1946–1969: Alois Schaller
- 1969–1979: Konrad Zechner (SPÖ)
- 1979–1993: Robert Postmann (SPÖ)
- 1993–2009: August Wagner (SPÖ)
- seit 2009: Mario Abl (SPÖ)

### Gemeindepartnerschaften
Trofaiach hat zwei Partnerstädte:
- Clonmel in Irland
- Kamnik in Slowenien

### Wappen
Blasonierung:
„Ein Ritter in eiserner Rüstung mit Schwert, Streitaxt und Spieß, stehend auf einer grünen Wiese, auf rotem Feld.“
Das Wappen wurde 1535 (Privilegium vom 6. Oktober 1535) von Erzherzog Ferdinand, dem späteren Kaiser Ferdinand I., verliehen.

## Persönlichkeiten

### Söhne und Töchter der Stadt
- Hannes Arch (* 22. September 1967; † 8. September 2016 bei Hubschrauberabsturz bei Heiligenblut am Großglockner), Kunstflugpilot. Er war der erste österreichische Teilnehmer an der Red Bull Air Race Series. Arch hat sich weiters im Base-Jumping einen Namen gemacht und erregte großes Aufsehen, als er gemeinsam mit Ueli Gegenschatz 2000 einen Base-Jump von der Eiger-Nordwand und 2003 von der Matterhorn-Nordwand durchführte. Am 1. November 2008 wurde er Weltmeister der Red Bull Air Race Weltmeisterschaft 2008.
- Julius Ferdinand Donau (* 2. März 1877; † 9. August 1960 in Graz), Chemiker. Er war außerordentlicher Professor  am Institut für Biochemie der TH Graz. Donau entwickelte Methoden der Bestimmung von Edelmetallen durch Leitfähigkeitsmessung, 1913 die Donausche Leuchtprobe zum Nachweis von Bismut.
- Eduard Ehrlich (* 12. Dezember 1821 Vidnava = Weidenau, Österreichisch-Schlesien; † 3. August 1901 in Trofaiach). Er war Arzt und zeitweise Gemeinderat und Bürgermeister sowie Produzent eines Impfserums gegen Pocken, nach dem System von Edward Jenner. Das Serum wurde in der ganzen Steiermark vertrieben und dadurch  ist diese stark verbreitete schwere Erkrankung deutlich zurückgegangen. Eduard Ehrlich war der ältere Bruder von Johann Ehrlich (1831–1912) und Onkel von Adolf Lorenz.
- Georg Ferstl (* 1936), Gastwirt und Politiker (FPÖ)
- Josef Forster (* 1838 in Trofaiach; † 1917 in Wien), Komponist. Er schrieb mehrere, damals erfolgreiche, aber heute vergessene Opern, darunter die „Rose von Pontevedra“.
- Franz Hofer (1895–1980), Regionalia-Sammler. Der Kaufmann Franz Hofer sammelte jahrzehntelang Geräte der bäuerlichen, gewerblichen und industriellen Wirtschaft, Haushaltsgeräte, regionale Trachtenkleidung, alte Dokumente und dergleichen. Seine Sammlung ergibt ein umfassendes Bild aller Lebensbereiche der Bevölkerung von Trofaiach und Umgebung. Besonders interessierten ihn die heimatlichen Trachten und die eisengeschichtliche Vergangenheit der Region. Hofer hat diese Sammlung der Stadtgemeinde Trofaiach geschenkt, mit der Auflage in Trofaiach ein Museum zu gründen, das seit 1976 besteht und im Schloss Stibichhofen untergebracht ist.
- Alois Karlon (* 1. Februar 1835 in Trofaiach; † 9. Februar 1902 in Graz) war führender katholisch-konservativer Politiker der Steiermark und Gründer und erster Direktor des Katholischen Pressvereins der Diözese Seckau. Eine Nachfolgegesellschaft dieser Organisation, die Styria Media Group, besteht noch heute und ist unter anderem Herausgeber der bekannten österreichischen Zeitungen „Die Presse“ und „Kleine Zeitung“. Prälat Alois Karlon und sein Bruder Prälat Johann Karlon (* 4. Dezember 1824; † 14. Oktober 1891) waren wichtige Helfer bei der Wiederbesiedlung des ehemaligen Augustiner Chorherrenstiftes Seckau durch die Beuroner Benediktiner.[24]
- Karl Lackner (* 22. August 1928 in Trofaiach), mehrmaliger österreichischer Meister im Geländelauf, zuletzt 1954
- Julius Lukas (1875–1959), Politiker der Sozialdemokratischen Arbeiterpartei
- Monika Maierhofer (* 10. Jänner 1967 in Trofaiach) ist eine ehemalige Skirennläuferin. Sie gehörte von 1987 bis 1995 zu den weltbesten Skirennläuferinnen im Slalom und erzielte zahlreiche Podestplätze und 1992 in Grindelwald den einzigen Weltcupsieg.
- Hannes Missethon (* 26. Juni 1959 im Laintal (Trofaiach)), ehemaliger Generalsekretär der ÖVP
- Heinrich Mitsch (1826–1903), Eisen-Gewerke, Besitzer von Schloss Mell und des Radwerks XI in Vordernberg
- Herbert Puchta (* 5. August 1951), international tätiger Sprachlehrerausbildner und Autor von Lehrbüchern für den Englisch-Unterricht
- Hans von Rebenburg (1834–1917), Eigentümer von Radwerk 9 in Vordernberg und Besitzer von Schloss Stibichhofen.
- Christine Rohr (* 2. August 1969 in Trofaiach) ist eine österreichische Modistin
- Johann Sonnleitner (* 1941 in Trofaiach), Musikpädagoge und Musikhistoriker
- Hellmuth Stachel (* 1942 in Graz, aufgewachsen in Trofaiach) ist ein österreichischer Mathematiker und Professor für Geometrie an der Technischen Universität Wien. Emeritierung: 1. Oktober 2011
- Thomas Stipsits (* 2. August 1983 in Leoben), Kabarettist und Schauspieler, hat seine Kindheit in Trofaiach verbracht.
- Wilfried Thoma (* 11. März 1955), Land und Forstwirt am Schirlhof in Kurzheim, Generalanwalt-Stellvertreter des Österreichischen Raiffeisenverbandes, Präsident des Aufsichtsrates der Raiffeisen-Landesbank Steiermark, Obmann der Raiffeisenbank Leoben-Bruck eG.
- Lisa-Lena Tritscher (* 11. März 1988 in Leoben), ist eine österreichische Schauspielerin. Sie ist in Trofaiach aufgewachsen und stammt aus einer Familie, die seit mehreren Generationen in Trofaiach lebt. Tritscher ist eine bekannte Schauspielerin
- Ludwig Tuller (1867–1942), Politiker der Sozialdemokratischen Arbeiterpartei
- Josef Zapletal (* 1839 in Trofaiach; † 1897), katholischer Priester. Journalist, Tätigkeit im katholischen Pressverein, Verfasser zahlreicher Studien zur Kirchengeschichte der Steiermark sowie (unter dem Pseudonym Stephan Moser) von volkstümlichen Erzählungen.[24]

### Mit Trofaiach verbundene Persönlichkeiten
- Klara und Ludwig Krall gehörten der Partisanen- und Widerstandsbewegung der Stadt an und haben in der Zeit des Naziregimes Informationen von ausländischen Nachrichtenstationen an die Zwangsarbeiter des Ortes und der Umgebung weitergeleitet. Dafür wurden sie vom Volksgerichtshof 1943 zum Tode verurteilt. Klara wurde am 11. Dezember 1943 hingerichtet, während sich Ehemann Ludwig durch seinen Freitod der Hinrichtung entzogen hat. Am 9. April 2009 beschloss der Gemeinderat die Benennung einer Straße in „Klara-u.Ludwig-Krall-Weg“.[25]
- Adam Lebaldt von Lebenwaldt (1624–1696) war Arzt (Studium in Padua), medizinischer Gelehrter und Dichter. Von 1674 bis 1684 lebte er in Trofaiach als Herr des Schlosses Stibichhofen. Er wirkte zeitweise als vom Landtag eingesetzter regionaler Oberarzt, wobei er bei den Pestepidemien dieser Zeit wahrscheinlich einiges zu tun hatte. Lebenwaldt verfasste mehrere medizinische Schriften und überdies einige poetische Werke.
- Ferdinand Marian (1902–1946), Schauspieler. Der geborene Wiener hielt sich von 1920 bis 1927 oft in Trofaiach auf, wo seine Eltern ein Haus besaßen. Ab 1933 wirkte er in Deutschland bei mehreren populären Filmen mit und avancierte zum deutschen Frauenschwarm der späten 1930er Jahre. Schicksalhaft für ihn wurde seine Hauptrolle in „Jud Süß“ dem bekanntesten antijüdischen Hetzfilm der Nationalsozialisten. Marian starb bei einem Autounfall.
- Anton Webern war wohl der berühmteste Sommergast von Trofaiach. Er wohnte 1927 einige Wochen in der Kranewitterhube (heute Krumpen 28) und komponierte dort Teile seines Streichtrios op. 20.